# Monestir

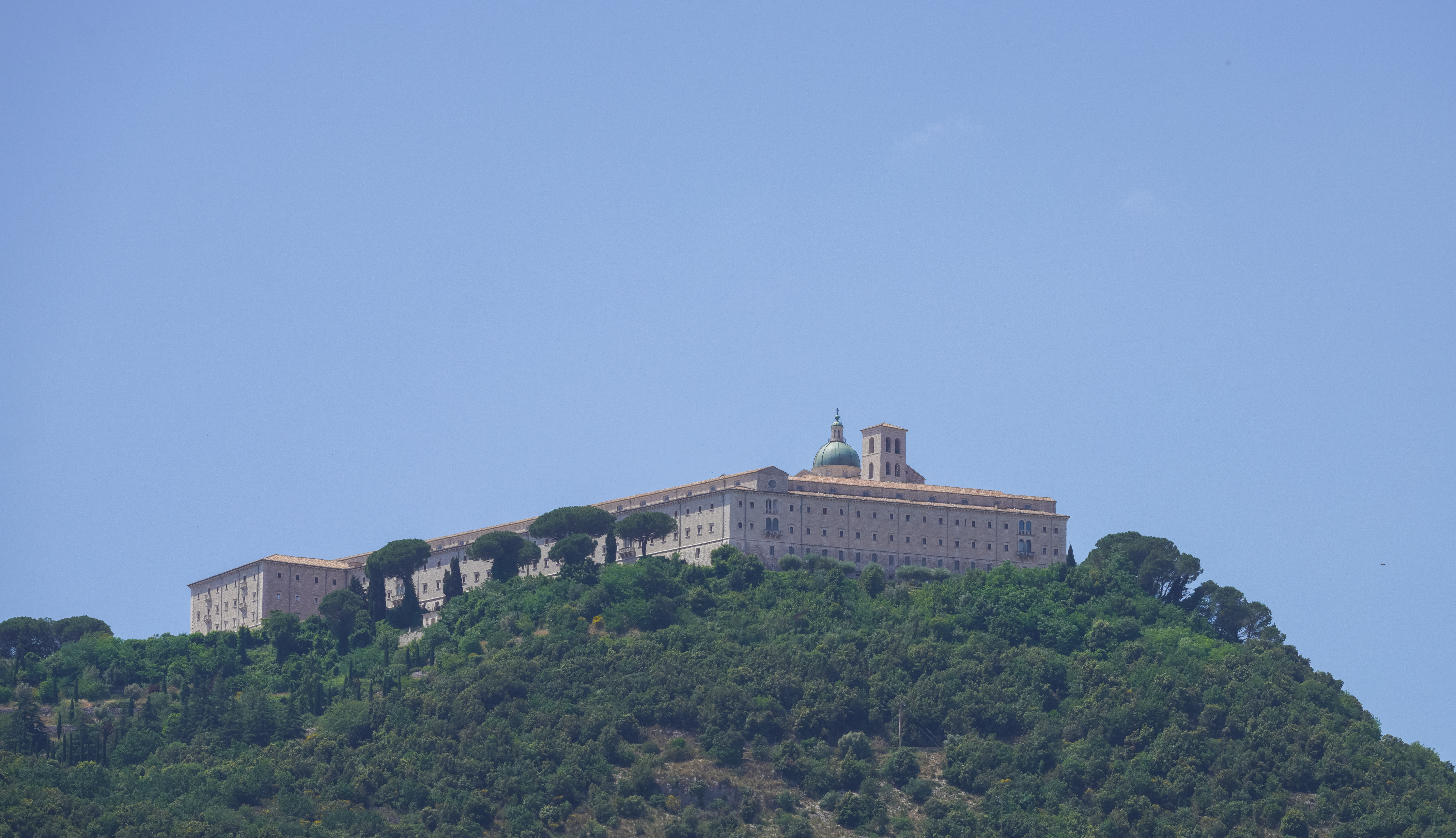
Abadia de Monte Cassino, construïda sota els preceptes de Sant Benet, en la imatge la reconstrucció actual de després de la batalla de Monte Cassino. El monestir va ser construït sobre un antic emplaçament pagà, un temple d'Apol·lo que corona el turó, rodejat per un mur sobre la fortificació de la xicoteta ciutat de Cassino, i recentment saquejat pels gots. El primer pas de Benet va ser destruir l'escultura d'Apol·lo i l'altar. El temple va ser dedicat a Joan Baptista. Una vegada instal·lat allí, Benet mai el va deixar. A Monte Cassino, va escriure la Regla benedictina que es va convertir en el principi fundador del monaquisme occidental. A Monte Cassino, va rebre la visita de Tòtila, rei dels ostrogots, tal vegada en 543 (l'única data històrica per a Benet).

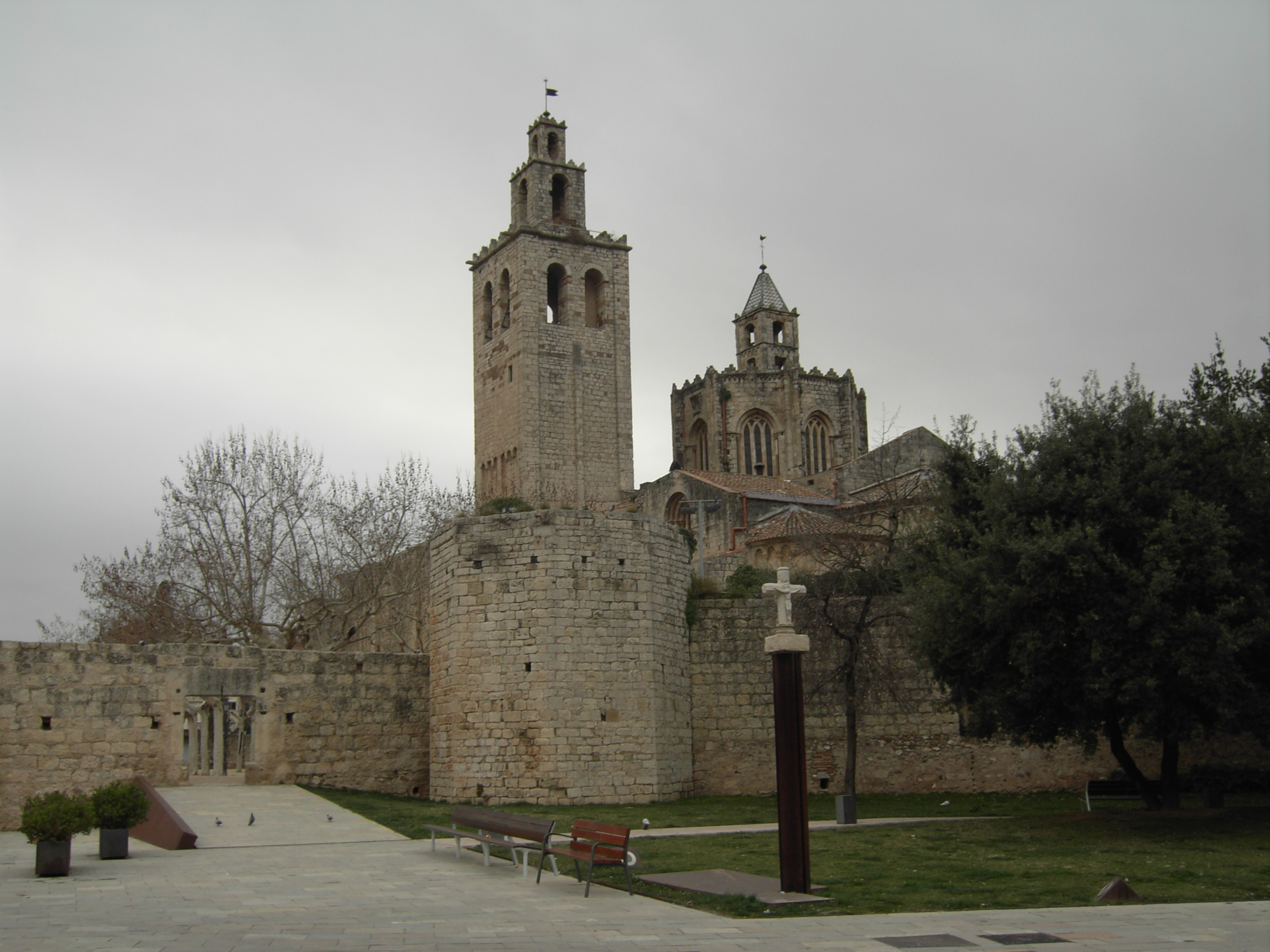
Monestir de Sant Cugat

Un monestir és un tipus d'edificació per a la reclusió dels religiosos, que hi viuen en comú un o diversos monjos. Originàriament un monestir era la cel·la d'un sol monjo o monja, anomenats en aquest cas ermitans o anacoretes. Posteriorment la tendència va ser la reunió dels diversos monjos per a establir una vida en comú. En aquest cas els monestirs cristians s'anomenen abadies (regides per un abat o abadessa), o priorats (regits per un prior) i supeditats a l'abat, segons el nombre de monjos. En tots els casos, la característica és la situació isolada del monestir, almenys originàriament, per tal de dur una vida espiritual apartada de la societat. En aquest sentit el monestir es contraposa al convent, seu d'una comunitat religiosa que no s'aparta de la societat sinó que s'hi incorpora d'alguna manera.
Els monestirs poden variar molt en grandària; des d'una llar reduïda que allotja només un ermità o, en el cas de les comunitats, des d'un únic edifici d'habitatges per a un superior i dos o tres monjos o monges, fins els grans complexos de residència, finques i tallers per a desenes o centenars de monjos o monges.

## Característiques monàstiques
Moltes religions i filosofies tenen tradicions monàstiques similars, per les quals les persones es comprometen a una vida religiosa al marge de la societat secular vivint en un monestir. La paraula monestir també s'usa en altres religions per a referir-se a aquesta mena de comunitats.
A la majoria de les religions la vida als monestirs es regeix per les regles de la comunitat que estableix entre altres coses el gènere dels habitants, obligant-los a romandre en el celibat així com a la poca o nul·la propietat personal.
El grau en què la vida en un monestir és independent de la societat també pot variar àmpliament. En algunes tradicions religioses, l'aïllament és un mandat a l'efecte de la contemplació eliminant el món quotidià, i en eixe cas els membres de la comunitat monàstica poden passar la major part del seu temps fins i tot aïllats els uns dels altres. Uns altres se centren en la interacció amb les comunitats locals a fi de proporcionar alguns servicis, com l'ensenyança, l'assistència mèdica, o l'evangelització. Algunes comunitats monàstiques estan només ocupades estacionalment, depenent tant de les tradicions involucrades i del clima local, i les persones poden ser part d'una comunitat monàstica, per períodes que van d'uns dies a quasi tota la vida.
La vida dins dels murs d'un monestir es pot mantenir econòmicament de diverses formes: per mitjà de la fabricació i venda de béns, ben sovint productes agrícoles, com ara formatge, vi, cervesa, licors, gelees i, per donacions o almoines; lloguers o per ingressos derivats d'inversions, i per fons d'altres organitzacions religioses que tradicionalment recolzen els monestirs. No obstant això, els monestirs catòlics s'han actualitzat i adaptat a la societat moderna, oferint serveis de computació, comptabilitat, gestió, així com l'administració d'hospitals, a més de disposar d'escoles, col·legis i universitats.

## Etimologia
La paraula monestir procedix del grec μοναστήριον (monastērion), de l'arrel μόνος-monos (= "un de sol"), puix originàriament tots els monjos cristians eren ermitans. El primer que fa ús de la paraula monastērion és el filòsof jueu del segle i Filó d'Alexandria.

### Vocables per a «monestir» en diferents tradicions
Els monestirs budistes generalment s'anomenen «vihara» (en llengua pali). Els vihares poden ser masculins o femenins, i d'acord amb l'ús comú de les llengües occidentals, un vihara poblat per dones sovint pot ser anomenat un convent de monges. No obstant això, amb «vihara» també pot es pot fer referència a un temple. En el budisme tibetà, els monestirs són anomenats sovint «gompa». A Tailàndia, Laos i Cambotja, un monestir s'anomena «wat».
A l'hinduisme els monestirs són anomenats «matha», «mandir», «koil», o més comunament «asram».
El jainisme usa el terme vihara budista.
La vida comunal d'un monestir cristià es denomina cenobítica, en contraposició amb la vida anacorètica d'un ermità. Pot ser una comunitat d'hòmens (monjos) o de les dones (monges). Una cartoixa és qualsevol monestir pertanyent a l'orde de la Cartoixa.
En el cristianisme ortodox una comunitat monàstica reduïda es pot anomenar «skete», i una de molt gran o d'important se li pot donar la dignitat d'un «lavra».

## Primers monestirs cristians

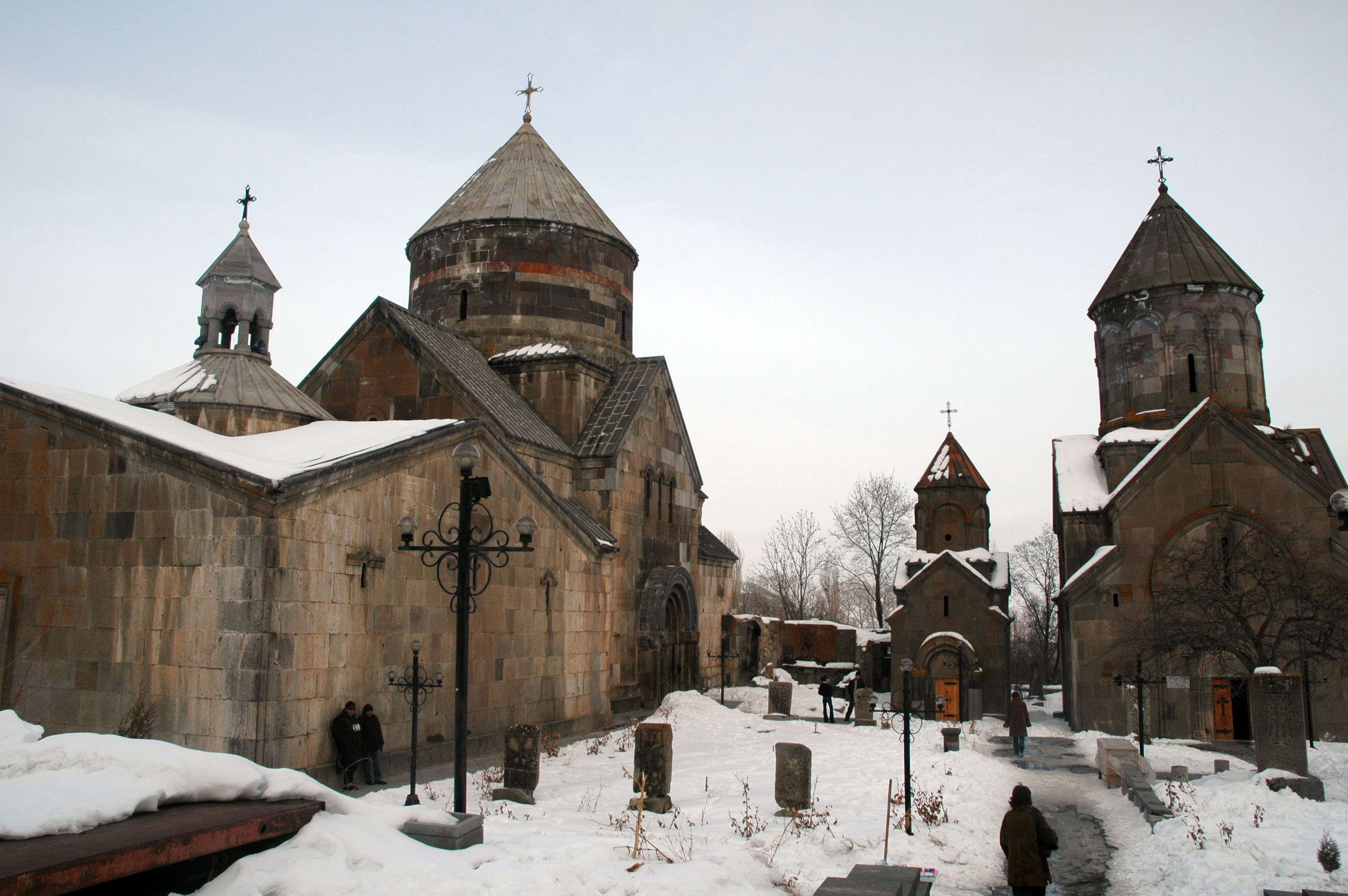
Monestir de Kecharis.

La vida monàstica per als cristians va començar poc de temps després de la mort de Jesús. Els primers cristians compartien les seves possessions i portaven una vida d'entrega a Déu. No obstant això, Joan Baptista pot ser considerat el primer monjo cristià, tot i que ell era jueu, en un moment en què cristianisme i judaisme eren una mateixa cosa.
Al segle iii, sant Antoni, un cristià egipci, va reflexionar sobre les paraules de Jesús "si vols ser perfecte, ves, ven el que tens i dona-ho als pobres, i tindràs un tresor al cel; després vine, seguix-me", i va decidir retirar-se de la societat. Ell i els seus seguidors van abandonar totes les seves possessions i van anar al desert d'Egipte i Síria. D'esta manera creien viure més prop de Crist dedicant-se a l'oració i la contemplació. Inicialment van viure sols, però poc de temps després van decidir unir-se i habitar coves o cabanyes construïdes per ells mateixos, senzilles però suficients per fer-hi la seva vida d'oració en comunitat. Aquest és el primer cas de monestir registrat. Encara avui dia continua en funcionament.
Una forma de monacat de transició va ser creat més tard per Sant Amon en què malgrat la incomunicació, els monjos vivien prou a prop entre si per oferir-se suport mutu; els diumenges es reunien per als serveis comuns. A la pràctica eren agrupacions d'ermites que a la llarga van ser rodejades per un mur amb dues finalitats: defensiva; i per mantenir als eremites aïllats del món.
Sant Pacomi va desenvolupar la idea que els monjos visquéssin junts sota el mateix sostre (monacat cenobític). Els monestirs es van convertir en una espècie de ciutat ideal distribuïda segons els oficis amb una sèrie de cel·les i una sala comuna. Aviat el desert egipci es va omplir de monestirs, especialment al voltant de Nítria, que s'anomena la «Ciutat Santa» en record de Jerusalem, en la qual trobaven la seua inspiració. Segons les estimacions més de 50.000 monjos vivien en esta àrea.

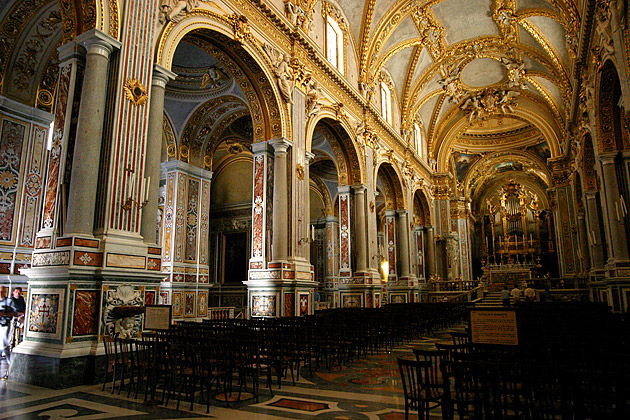
Nau central del monestir de Montecassino

La paraula monestir en un primer moment va significar la «cel·la» d'un monjo. Després va passar a indicar les agrupacions de cel·les, anomenades «laures». Finalment va designar un «cenobi», o lloc on habita una comunitat de monjos. Al principi, les construccions eren molt simples, però varen anar evolucionant al llarg de la història fins a convertir-se en autèntiques obres d'art.
Encara que sempre varen existir ermitans, la idea va tindre èxit, i es va estendre a altres llocs de seguida:
- Sant Eugeni va fundar un monestir en el mont Izla a Nísibis (Mesopotàmia (350)), i des d'este monestir va propagar la tradició cenobítica per Mesopotàmia, Pèrsia, Armènia, Geòrgia, i fins i tot l'Índia i la Xina.
- Sant Sabas va organitzar als monjos del desert de Judea, en un monestir a prop de Betlem (483), que és considerat com la casa mare de tots els monestirs de l'església ortodoxa oriental.
- El monacat irlandès, consistia en fundacions molt xicotetes assentades en llocs el més solitaris i llunyans possible, el monjo més famós és Patrici d'Irlanda, patró d'Irlanda. Sant Benet els recriminava un individualisme excessiu.
- Durant el segle vi Sant Benet va fundar l'abadia de Montecassino al Laci (529), en el qual va crear una nova comunitat, els benedictins, i va establir regles de convivència que després varen servir de base per a altres congregacions. Els seguidors de sant Benet feien tres promeses: abandonar totes les seues possessions personals (vot de pobresa), no mantindre relacions sexuals (vot de castedat), i seguir les regles de la vida monàstica obeint l'abat (vot d'obediència). Va ser la llavor del monacat catòlic romà en general, i de l'orde de Sant Benet, en particular:
- «La Gran Chartreuse» casa mare de l'Orde de la Cartoixa fundada per Sant Bru de Colònia es va establir en el segle xi com una comunitat eremítica. És considerat dins l'Església Occidental l'orde religiós més auster.
- Kecharis és un monestir del segle xiii, localitzat a 60 km d'Erevan, en el poble Ski de Tsakhkadzor, en Armènia. Situat en les muntanyes Mambak, Kecharis va ser fundat per un príncep Pahlavuní en el segle xi, i la construcció va continuar fins a mitjan segle xiii. Entre els segles XII i XIII, Kecharis va ser un gran centre religiós d'Armènia, i lloc d'educació superior. Hui en dia el monestir ha sigut totalment restaurat i és clarament visible des dels tossals de Skí.

### Monestirs femenins

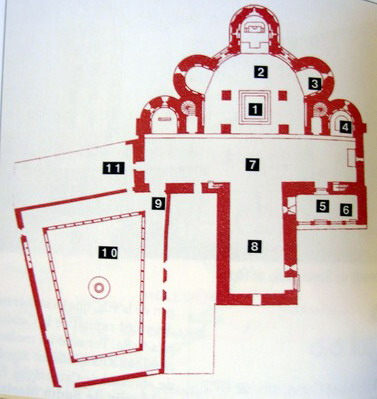
Planta del monestir de Sant Joan de les Abadesses.

Els monestirs de dones daten del segle IV. Sant Antoni Abat va edificar a Egipte un d'aquests monestirs i va posar a sa germana a dirigir-lo com a superiora. Sant Basili, patriarca del monacat oriental, va fundar diversos monestirs per a dones jóvens a Capadòcia (actual Turquia) i altres enclavaments. A partir de llavors es varen multiplicar en Orient estos cenobis i a principis del segle v alguns comptaven amb més de 200 monges. Sant Jeroni dona fe dels cenobis de dones a Occident. A Roma, a Gàl·lia i en Milà es varen fundar diversos sota la direcció de Sant Ambròs, Atanasi i Eusebi.
A la Gàl·lia del segle v existien també cenobis de monges. El més cèlebre va ser el monestir de Sant Ambrosi on es va recloure sa germana Marcel·lina amb una companya anomenada Càndida. Sant Ambrosi testifica en els seus escrits que allí arribaven dones de llocs llunyans per a rebre de les seues pròpies mans els hàbits (llavors era el vel).
Vegeu: Monestir de Jonqueres, Monestir de Pedralbes (Clarisses), Reial monestir de Las Huelgas (cistercenc), Sant Benet de Montserrat, Sant Pere de les Puel·les i Monestir de Sant Daniel de Girona (Benedictines), Monestir de Sant Joan de les Abadesses, Monestir de Santa Clara de Xàtiva (franciscanes), Santa Maria de Vallbona de les Monges (cistercenc), Santa Maria de Valldonzella (cistercenc), llista de monestirs femenins a Catalunya.
- Las Huelgas (Burgos)
- Pedralbes
- Vallbona de les Monges

## L'edat mitjana

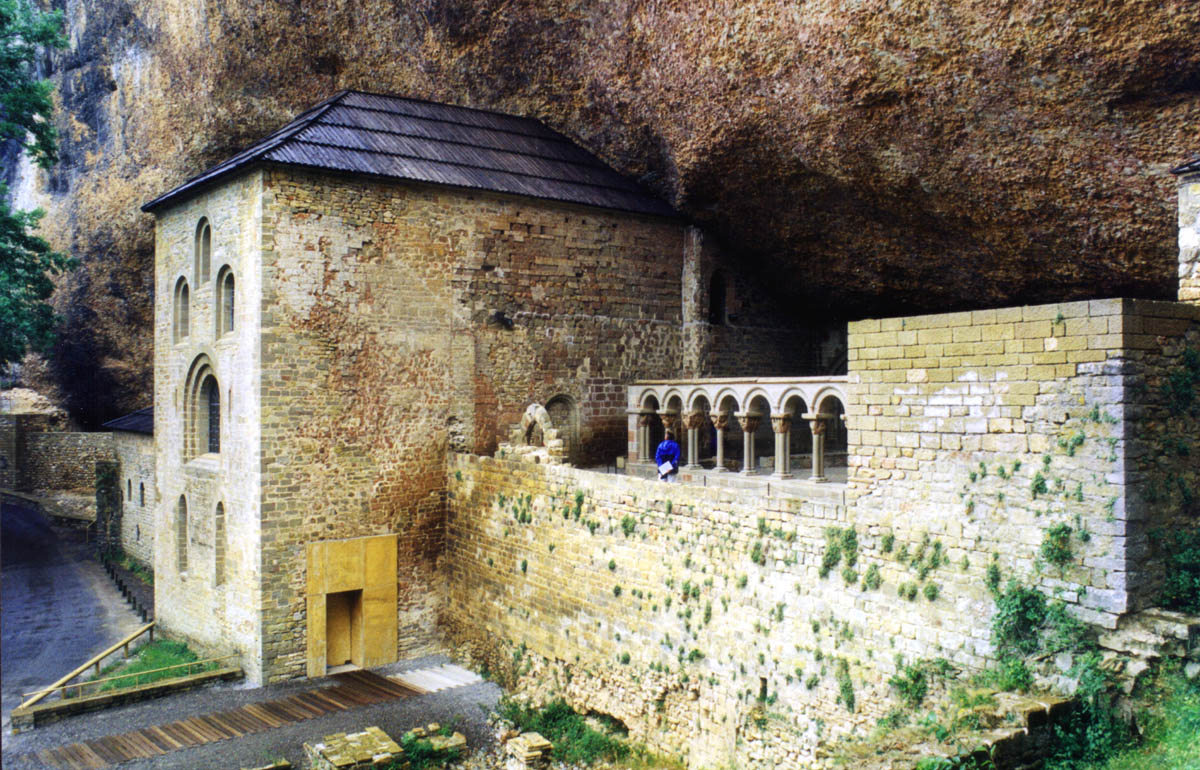
Monestir de San Juan de la Peña, Osca.

En l'edat mitjana, molts dels monestirs també servien com a granges, casa d'hostes, centres d'aprenentatge i fins com a hospitals, quasi sempre sota les regles benedictines. Varen ser, juntament amb les catedrals, els grans centres de cultura amb escoles i biblioteques importants.

Més tard varen aparéixer altres órdens que varen establir regles fins i tot més rígides, com els cartoixans o els cistercencs.

Els monjos d'esta última orde eren coneguts com a monjos blancs, pel fet que usaven hàbits de llana sense tenyir. Esta congregació va ser fundada en 1098. Construïen els seus monestirs ben allunyats de les ciutats i allí cultivaven la terra i criaven el seu propi ramat. A Anglaterra es va construir, en 1131, l'abadia cistercenca de Rievaulx, en Yorkshire, on els monjos tenien prohibit parlar.
En la dècada del 1210 es varen crear dos noves órdens: els franciscans (1210), que es guiaven per les ensenyances de sant Francesc d'Assís; i els dominics (1216) seguidors de sant Domènec. Els franciscans professaven la pobrea i l'ajuda als semblants; mentre que els dominics combatien l'heretgia càtara. Ambdós eren coneguts com a "frares".
Després de la Reforma Protestant, molts monjos varen abandonar els monestirs per a seguir la doctrina de Luter. Després, durant les guerres de religió, molts monestirs varen ser saquejats i destruïts.
Més tard es varen crear noves órdens, com la Companyia de Jesús, els membres de la qual eren coneguts com a jesuïtes i dedicaven sa a les missions i predicar per tot el món, especialment en les noves terres descobertes a l'oest d'Europa, on es varen fundar molts i importants monestirs.

### Vida monàstica a l'Europa Occidental medieval

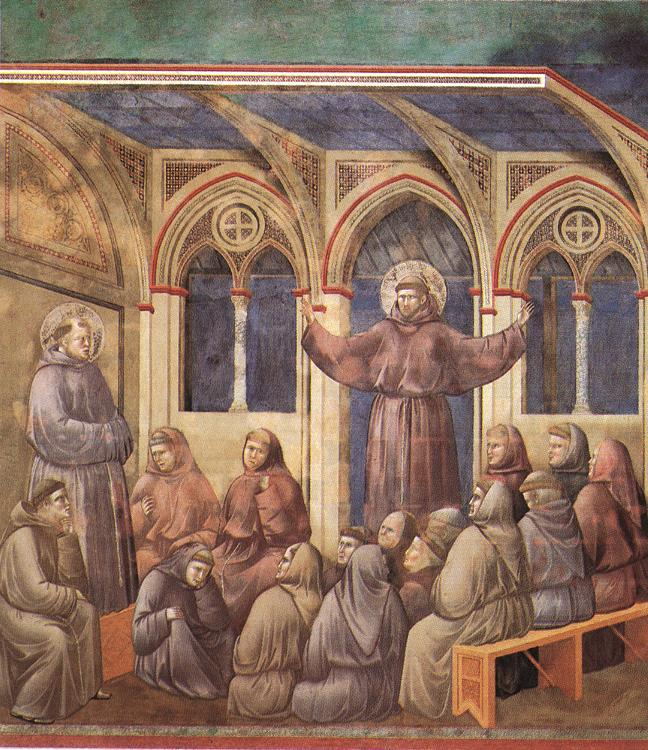
Giotto.- Llegenda de Sant Francesc

La vida de contemplació comunitària comportava uns horaris rigorosos i sacrificis per part dels religiosos. L'oració era la seua principal faena, amb un horari de resos (la litúrgia dels dies) que regulava el dia i la nit del monjo, influïa en les seues hores de son i fins i tot els obligava a dormir vestits per a acudir més ràpids als resos nocturns - Matines, Laudes, Prima, Tèrcia, missa diària, Sexta, Nona, Vespres i Completes. Entre oració i oració, als monjos se'ls permetia seure en el claustre o dedicar-se als seus treballs d'escriptura, còpia o decoració de llibres. A cadascú se li assignava un treball d'acord amb les seues habilitats o segons la temàtica que li interessara. Als no acadèmics se'ls assignaven treballs físics de diversa índole.
El menjar principal del dia es duia a terme al voltant del migdia, sovint en una taula del refetor, normalment consistia en un dinar d'allò més frugal, per exemple peix cuit o avena bullida. Qualsevol cosa saborosa, era normalment criticada. Mentre dinaven, es llegien les Sagrades Escriptures des d'un púlpit situat per damunt d'ells. Com que no estava permès parlar, els monjos varen desenvolupar un complex llenguatge de gestos. Els abats i invitats notables eren honrats amb un seient en la taula principal, mentre que tots els altres s'asseien depenent de l'orde d'antiguitat. Esta pràctica es va mantindre quan molts monestirs es varen convertir en universitats després del primer mil·lenni, i encara pot veure's en Oxford i Cambridge.

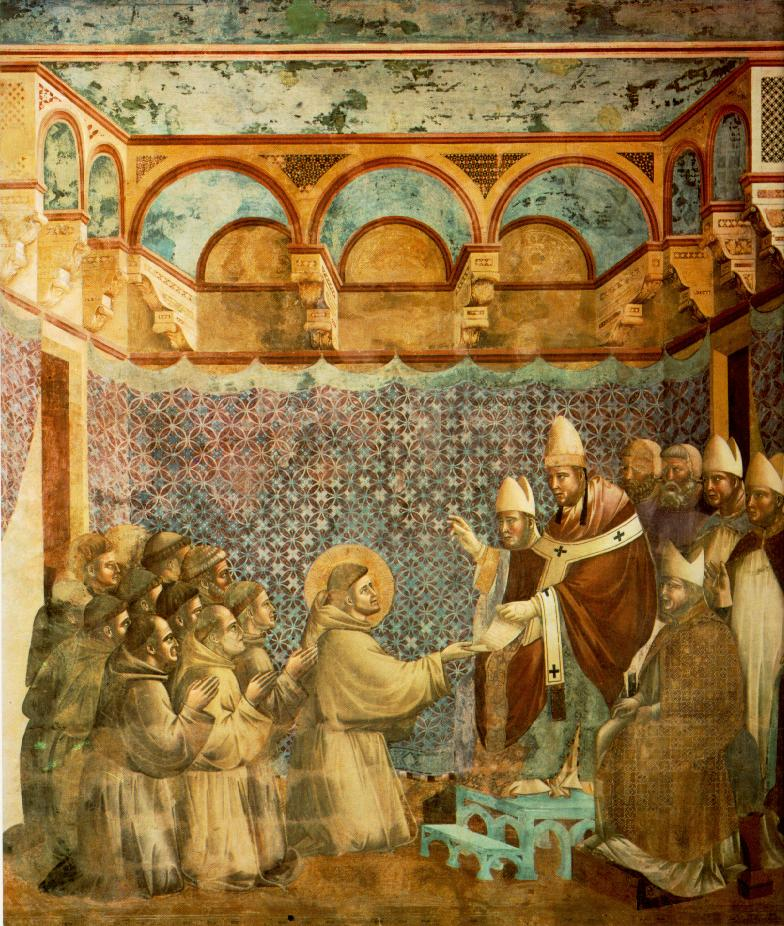
Giotto.- Llegenda de Sant Francesc

Els monestirs varen fer importants contribucions a les comunitats que els rodejaven. Eren centres d'estudi intel·lectual i d'educació. Varen acollir amb beneplàcit els aspirants a sacerdots per a estudiar i aprendre, permetent-los fins i tot a desafiar la doctrina polemitzant amb els seus superiors. Les primeres formes de notació musical occidental s'atribuïxen a un monjo anomenat Notker de Sant Gall i gran part del seu desenvolupament deriva del treball del monjo benedictí Guido d'Arezzo (~ 992 - ~ 1050), estenent-se als músics de tot Europa gràcies a la interconnexió entre monestirs.
En els monestirs s'oferia descans als pelegrins, i s'encarregaven de les seues lesions o necessitats emocionals. Amb el temps, els laics varen començar a fer pelegrinatges als monestirs en comptes d'usar-los només com a parada. En eixe moment, tenien importants biblioteques que eren una font d'atracció. Moltes famílies consagraven un fill al monestir a canvi de benediccions, arribant a convertir-se en tradició en moltes famílies el fet de tindre un fill ingressat en un monestir. Durant les plagues, els monjos ajudaven en els camps i proporcionaven aliments als malalts. El «calefactori» era una estança del monestir medieval, on els monjos anaven a calfar-se. Sovint era l'única habitació en el monestir on s'encenia un foc.

### Monestirs hispànics

L'església de Sant Adrià de Sasau es troba en el municipi de Borau, a Aragó. L'església romànica és originària del. Formava part d'un antic monestir, que va ser el més important d'Aragó en el i va ser seu dels bisbes d'Aragó fins a 1077, quan es varen traslladar a Jaca. Inclús hi ha una inscripció en Sant Adrià de Sasau que diu «Ací descansen tres bisbes». El monestir estava situat en el mateix lloc en què alça l'església

Són aquells monestirs o cenobis que varen existir en la Hispània peninsular des dels començaments del cristianisme fins ben entrat el segle xii que tant els edificis com la forma de vida dels monjos i les seues regles es varen anar substituint per la litúrgia i les regles de Cluny, el monestir benedictí que tanta influència va tindre en la vida monacal de tot Europa.
La renovació de tals monestirs i les seues regles es va iniciar al comtats catalans des de finals del segle x fins a finals del segle xi; a Castella i a Lleó es va iniciar més tard, des de mitjan segle xi, mostrant sempre una gran oposició al canvi de ritu i de pràctiques monàstiques. Inclús a principis del segle xii l'arquebisbe de Santiago de Compostel·la, Diego Gelmírez, va rebre certes amonestacions del papa Pasqual II per conservar en alguns punts els antics costums hispans visigots.
A penes es conserven restes arquitectòniques d'estos vells monestirs però sí que hi ha una rica documentació de les regles que varen guiar els monjos durant els primers segles de la seua existència. Estos documents no sols donen notícia d'una conducta a seguir sinó que en molts de casos descriuen perfectament com està o ha d'estar edificat el recinte monacal i el seu lloc geogràfic.
Una de les característiques dels monestirs hispans va ser l'existència d'un cert esperit aristocràtic en molts dels seus monjos, pel fet que estos cenobis varen començar la seua vida amb un clan familiar d'origen noble. D'este clan eixien els membres que havien de ser abats en altres punts i d'ací la resistència a la vinguda de prelats gals vinguts de Cluny. Açò ocorria des de les terres catalanes fins a les galleges. A este fet va contribuir que en algunes regles hi haguera algun capítol en què s'aconsellava a l'abat o a l'abadessa un tracte discriminat cap a membres de la comunitat en funció del seu origen d'alta o baixa posició social. La regla de Sant Leandre així ho explica, encara que va ser prou criticada en eix aspecte. Este tema classista va ser motiu de protestes i debats, sent Isidor de Sevilla un del qual varen argumentar en la seua contra.
Vegeu: Monestir de Sant Jaume de Frontanyà, Monestir de San Pedro de Siresa, Monestir de Sant Sadurní de Tavèrnoles.
- Interiors de San Miguel de Escalada
- San Millán de Suso
- Leyre (cripta)

### Els monestirs benedictins

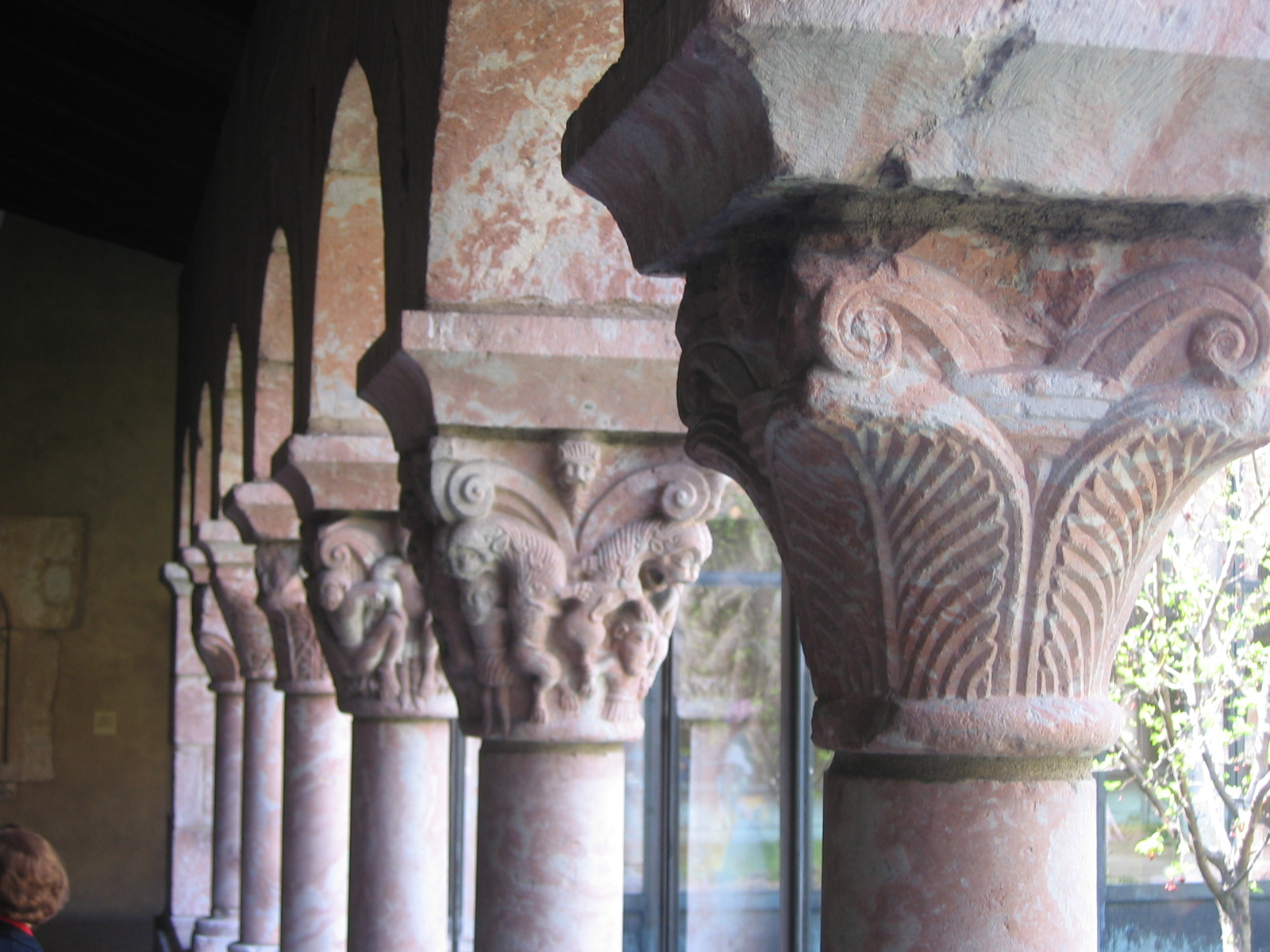
Capitell romànic del claustre de Sant Miquel de Cuixà, actualment al museu The Cloisters (Nova York).

Sense Sant Benet, el món monàstic occidental tal com el coneixem, no haguera existit des de la seua vessant reglada. Després del seu retir eremític en la gruta de «Sacro Speco» i la fundació de l'abadia de Montecassino va escriure la Regula Monachorum de la que moltes qüestions bàsiques varen ser referència obligada per a altres órdens monàstics no benedictins, sent Sant Benet reconegut com el Patriarca del monacat occidental. La regla, afecta a tots els aspectes de la vida en comú, assegura una vida devota, una convivència harmònica en la pràctica i una estabilitat, orde i producció agrícola i productiva impròpia d'aquells temps. La innovació més gran de totes va ser l'aparició de la clausura, present en tots els monestirs des de llavors.
La còpia més antiga coneguda de la regla pertanyia a Carlemany, demostrant l'interés polític existent en la seua propagació per a reorganitzar i evangelitzar el món rural, així com l'educació i formació cortesana. Es troba a l'Abadia de Sankt Gallen a Suïssa. La imposició a les terres de l'imperi franc s'arreplega en els sínodes d'Aquisgrà en els anys 816 i 817, iniciativa de Lluís I el Pietós.
Els monestirs varen ser molt abundants en l'època medieval, quan l'orde benedictí s'expandí per tota l'Europa occidental, gràcies, en part, a la gran tasca exercida des de grans centres com ara Cluny, a la Borgonya i per l'impuls rebut per part de monarques i els papes de Roma, ajudant a l'Orde a véncer les reticències dels monestirs ja instal·lats en el passat. Als regnes peninsulars va entrar pels Pirineus per Sant Miquel de Cuixà i San Juan de la Peña d'on es varen expandir al regne d'Aragó primer i després a Navarra i Castella amb l'impuls de Ferran I i Alfons VI.
Esta dependència de Cluny es va anar trencant durant la Baixa edat mitjana i en 1500 apareix la Congregació de Sant Benet de Valladolid, passant a ser l'abat de Sant Benet de Valladolid abat general de tota la congregació.
Arquitectònicament els monestirs es construïen segons una distribució fixa, seguint les exigències domèstiques que sant Benet fa en la seua regla, basada en el lema ora et labora (prega i treballa) i que, doncs, havien d'incloure unes estances bàsiques que es troben reflectides en les Consuetudines Farfenses: biblioteca, Celler, cementiri, claustre, cuina, dormitori, escriptori, església, estable, hospital dels pobres, hostatgeria, infermeria, refetor, sala capitular… Ço que provoca la seua característica principal que és ser una construcció generalment aïllada, autàrquica, que afavorix la vida de reflexió i pregària, i políticament només sotmés a Cluny i al papat (ordo cluniacensis).
- Sant Miquel de Cuixà
- Santa Maria de Ripoll
- Sant Salvador de Breda
- Santa Maria de Gerri
- Sant Llorenç del Munt
- Sant Cugat
- Sant Pere de Rodes

### La reforma cistercenca
Amb l'allunyament de l'esperit benedictí, la debilitació de la regla es va anar manifestant arreu, sobretot quant als treballs físics. L'ofici diví ocupava per complet la vida del monjo, en tedioses litúrgies d'hores i l'única faena del monjo era resar, il·lustrar i cantar salms. Els monestirs gaudien de multituds de servents i el menjar i el vi eren de primera qualitat. Així també, alarmava la falta d'austeritat en l'ornamentació dels temples.
Pere de Cluny el Venerable (1094-1156), abat de Cluny, arribà a dir que el cansament que provoca en els monjos una litúrgia de tantes hores impedix fins i tot el dejuni i afirma: "a banda d'un xicotet nombre de novicis, la resta només era sinagoga de Satanàs". Robert de Molesme, Alberic de Cîteaux i Esteve Harding creadors dels seus estatuts (Instituta monachorum de Molismo venientum i Charta Charitatis) i, més tard, Bernat de Claravall com a impulsor veien necessària una reforma que tornés les comunitats a la senzillea i l'austeritat que se n'esperava. Així, per exemple, afirmava que les decoracions sumptuoses, presents als capitells i altres obres d'art que omplien els cenobis, distreien de la pregària. Per a dur a terme les seues reformes funden el monestir de Molesme i d'allí partixen a Cîteaux. Més tard funden els monestirs de La Ferté, Pontigny, Claravall, i Morimond que seran les futures cases mare dels propers monestirs. Va ser tan gran l'èxit que a la mort de Bernat existien 343 monestirs cistercencs en 68 dels quals havia participat activament en les seues fundacions.
El funcionament del cister era una mescla d'unitat de l'orde representat per Cîteaux amb l'autonomia que caracteritzava l'obediència a la seua pròpia casa mare. Una vegada a l'any es reunia el capítol en Cîteaux on es fixaven qüestions que no estaven ni en la regla ni en la Charta Charitas, formant la base de les Consuetudines. Gràcies a estos capítols sabem que no es podien fer fundacions en castells, ciutats o aldees. El nombre mínim de monjos era de 12 més un abat i no es podia traslladar als monjos a una nova fundació mentre no tinguera els edificis següents: oratori, refectori, dormitori, cel·les d'hostes i cel·la del porter.
Estos conjunts seguixen una tipologia arquitectònica molt més fixada que els benedictins, amb les estances on la comunitat feia vida disposada al voltant d'un claustre adossat a l'església. Però conservant una certa autonomia cada un, puix cada monestir guarda similitud arquitectònica amb sa casa mare. Açò provoca que monestirs molt pròxims entre ells guarden notables diferències.
La localització que se sol buscar és a prop d'un riu, en un bosc que li done aïllament i fusta, amb una zona per als horts, prats per al bestiar i pedreres per a la seua construcció. Es varen fer grans progressos en enginyeria hidràulica i tècniques d'edificació, sent la seua característica més recognoscible la volta de nervadura que varen difondre per tot Europa.
Els dos primers monestirs que adopten la regla del cister en la península són els monestirs benedictins de Moreruela a Zamora i Fitero (Navarra) iniciant una sèrie de fundacions vinculades a Claravall i a Morimond sobretot. Grans exemples a Catalunya són els conjunts de Santa Maria de Poblet, Santes Creus i Vallbona de les Monges. La seua expansió més important va ser al llarg dels segles XII i xiv en els quals varen comptar amb el favor reial encara que l'any 1152 el Capítol General aprova prohibir noves fundacions. També es varen fundar molts monestirs de monges cistercenques o bernardes com el de les Huelgas de Burgos.
Al segle xv Martín de Vargas crea la Sagrada Congregació de Sant Bernat i Observança de Castella que autoritza Martí V separant-la del cister i Cîteaux. També es creen la Congregació d'Aragó (segle xvi) i més tard i amb una bolcada molt més radical es crea a França (segle xvii) l'orde trapenca, totes elles, a la recerca del rigor perdut.

#### L'estètica del Cister

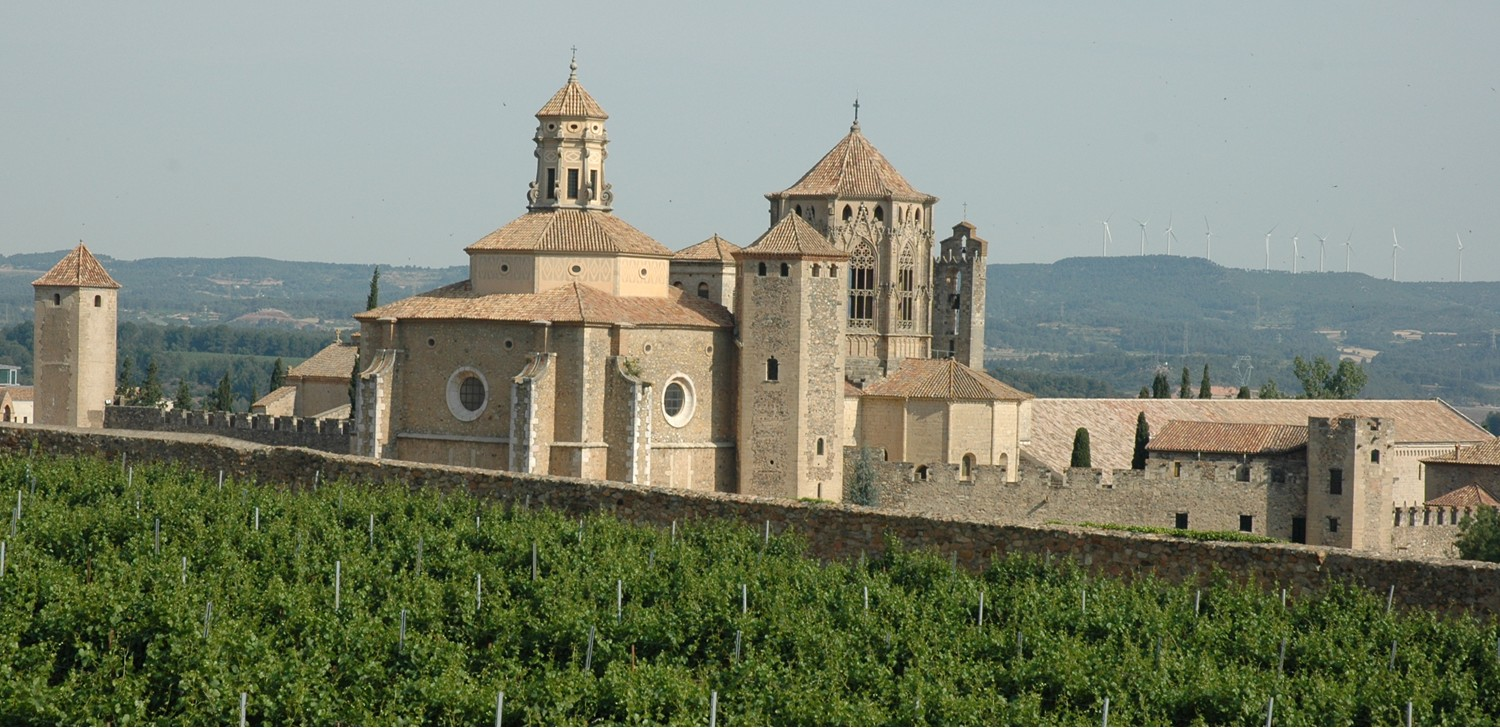
Monestir de Poblet

L'estètica del Cister va procurar des dels orígens de l'orde la cerca d'una pobresa absoluta o, cosa que és el mateix, que no existira cap forma de riquea. Açò suposà l'antítesi de l'orde de Cluny, les construccions del qual eren grandioses.
En 1124, Bernat va escriure Apologia a Guillem, una forta crítica al que ell considerava els excessos de l'orde de Cluny. En este escrit, Bernat va reprendre durament l'escultura, la pintura, els adornaments i les dimensions excessives de les esglésies dels cluniacencs. Partint de l'esperit cistercenc de pobrea i ascetisme rigorós, va arribar a la conclusió que els monjos, que havien renunciat a les bondats del món, no necessitaven res d'açò per a reflexionar en la llei de Déu.
Els arguments que va emprar en la seua «Apologia» són els següents:
- Sobre les pintures i els adornaments, els va rebutjar en els monestirs i els va justificar en les parròquies. Estes són les raons que va exposar: «Mostre'ls un quadro bell d'algun sant. Com més brillants són els colors, més santificat els pareixerà a ells. Hi ha més admiració per la bellea que veneració per la santedat. Així les esglésies s'adornen. Veiem els canelobres de bronze grans, meravellosament llaurats. Quin és el propòsit de tals coses? Guanyar la contrició de penitents o l'admiració dels espectadors? Si les imàtgens sagrades no signifiquen res a nosaltres, per què no economitzem almenys en la pintura?. Convinc. Permetem que açò es faça en esglésies perquè si és danyós per a l'inútil i cobdiciós, no ho és per al simple i el devot.»
- Rebuig de les escultures en els monestirs. Va argumentar: «Però en els claustres, on els germans estan llegint, què són eixes monstruositats ridícules…mitat-hòmens, tigres ratllats, soldats que lluiten i caçadors bufant les seues banyes… així que… tan meravelloses són les diverses formes que ens rodegen que és més agradable llegir el marbre que els llibres, i passar el dia sencer amb estes meravelles que meditant en la llei del Bon Senyor.»
- Rebuig d'esglésies sumptuoses en els monestirs. Sobre les esglésies de l'orde de Cluny, va lamentar la seua alçària excessiva, la seua longitud i la seua amplària desmesurades.
- Rebuig de les riqueses en els monestirs perquè no són necessàries i perquè les precisen els pobres. Va emprar esta argumentació: «Però els monjos que han renunciat a les coses precioses i encantadores d'este món per a entregar-se a Crist. Estem buscant diners o més prompte benefici espiritual? Totes estes vanitats costoses però meravelloses, inspiren la gent a contribuir amb diners més que a pregar i resar. Visten a l'església amb pedres d'or i deixa els seus fills anar despullats. Els ulls dels rics s'alimenten a costa de l'indigent. Finalment, són bones tals coses per als hòmens pobres? I per als monjos, els hòmens espirituals?»

La crítica feroç que va realitzar Bernat, burlanera i apassionada, es va desplegar sobre dos eixos. En primer lloc, la pobrea voluntària: estes escultures i adornaments eren una despesa inútil; malgastaven el pa dels pobres. En segon lloc, un místic com ell que buscava permanentment l'amor de Déu, rebutjava també les imàtgens en nom d'un mètode de coneixement: les figuracions de l'imaginari dispersaven l'atenció, l'apartaven del seu únic fi legítim, trobar Déu a través de l'Escriptura.
Per a Bernat, l'estètica i l'arquitectura havien de reflectir l'ascetisme i la pobrea absoluta portada fins a un desposseïment total que practicaven diàriament i que constituïa l'esperit del Cister. Així va acabar definint una estètica cistercenca la simplificació i la nuesa pretenen transmetre els ideals de l'orde: silenci, contemplació, ascetisme i pobresa. El paradoxal del cas és que sense pretendre fixar un orde estètic es va arribar a crear l'arquitectura monacal amb major personalitat de totes, tanta que eclipsarà tant a l'arquitectura anterior com a la que estava per vindre.
L'estètica es va concretar en la construcció en pedra de les dues primeres abadies, Claravall II i Fontenay amb intervenció decisiva de Bernat. Va ser l'inspirador d'ambdós construccions, de les seues solucions formals i de la seua estètica.
Vegeu: Monestir de Maulbronn (Alemanya), Monestir de Poblet, Monestir de Santa María de Huerta, Monestir de Santa Maria de la Valldigna; Monestir de Santes Creus, Abadia de Senhanca (França), Abadia de Silvacana (França),
- Font del claustre de Poblet
- Claustre del Monestir de Poblet

### Els monestirs cartoixans

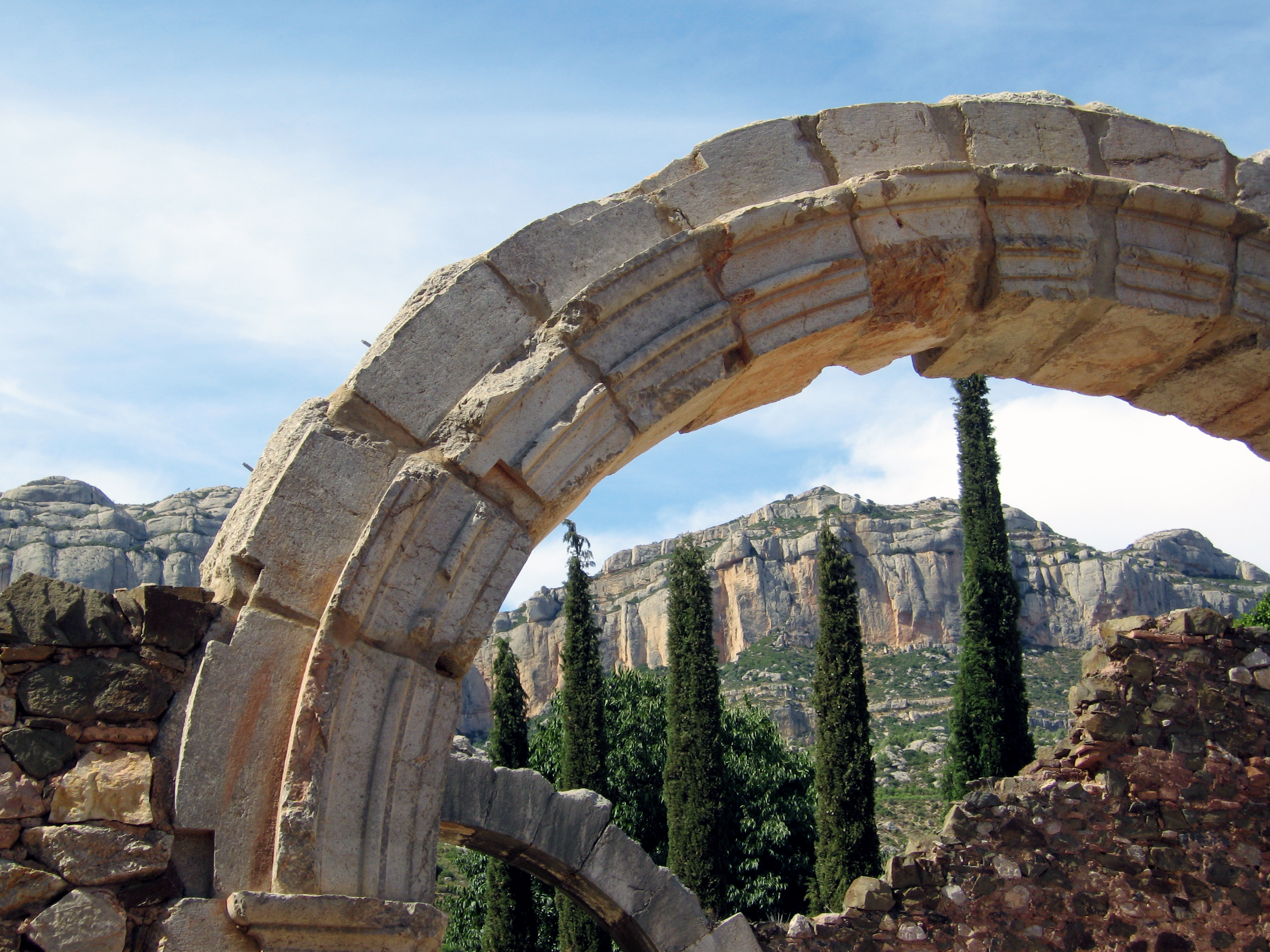
Restes de la cartoixa d'Escaladei. Situat en la comarca del Priorat (Tarragona). Fundada en el, es considera que va ser la primera cartoixa de la península Ibèrica. El seu origen es remunta a l'any 1194 en el qual el rei Alfons II el Cast va donar les terres en què més tard es va alçar la cartoixa. Posteriorment es van realitzar successives remodelacions fins a arribar al Segle XVIII en el qual hi havia tres claustres i fins a 30 cel·les. Va ser un centre d'interés religiós i comptava amb una important escola pictòrica. El nom actual de la comarca, Priorat, procedix de l'existència d'esta cartoixa, encara que el territori actual és menys extens que els dominis originals de la cartoixa. En 1835 després de la desamortització es va abandonar la comunitat el que va derivar en la destrucció del conjunt. Vegeu: Cartoixa d'Escaladei

Sant Bru mestre i canonge de la catedral de Reims ho deixà tot buscant soledat, silenci i meditació. Va ser el fundador del primer monestir cartoixà anomenat "la Chartreuse", coincidint amb la fundació cistercenca de Cîteaux. Va ser edificada en 1084 amb l'ajuda d'altres sis companys, d'ací les set estreles de l'escut cartoixà, en un lloc muntanyós i solitari, a pocs quilòmetres de Grenoble (França). El lloc triat no va ser molt encertat per la quantitat d'allaus de neu que suportaven, de manera que un dels successors de Bru, Guido I, va traslladar la comunitat una miqueta més davall de la gran muntanya després que una allau sepultara diversos monjos el 1132 i va fundar La Gran Cartoixa.
Guido I va redactar en 1127 80 capítols per a una regla que va titular Consuetudines Cartusiae (costums de la cartoixa). El papa Innocenci II la va aprovar en 1133. Es fonamenta en la regla benedictina més les normatives afegides per a l'orde cartoixa. Els monjos havien de ser dotze i més avant es va arribar a doblar. Vivien en cel·les individuals amb accés a un xicotet hort que cultivava cadascú. Les cel·les estaven disposades a l'entorn del claustre. Per a poder comunicar-se amb la resta del món s'ajudaven dels llecs que convivien amb ells en estances a banda i que tenien accés a la vida exterior.
Són monjos amb una vocació eremítica, però que no rebutgen la vida en comunitat dins de les seues soledats individuals. Es troben a mitjan camí entre els benedictins o cistercencs i els camaldulesos de sant Romuald fundats el 1012, molt més eremítics. L'Orde de la Cartoixa mai ha sigut reformada com diu el seu lema, «Cartusia nunquam reformata, quia nunquam deformata», en canvi les «consuetudines» sí que han conegut diverses reformes. El seu règim de menjars és molt auster més encara tenint en compte l'estricte horari de resos diaris, per si no n'hi hagués prou des de setembre fins a Pasqua de Resurrecció passen de tindre dos a un menjar diari.
El primer capítol de l'orde se celebra el 1140 i en ell es varen organitzar les pautes que s'han de seguir així com l'organització de les fundacions. En ell queda molt clar l'obediència al capítol general així com al prior de la Grande Chartreuse de les noves cartoixes.
Els cartoixans portaven una vida de contemplació i de retir però no necessàriament els seus monestirs estaven construïts en llocs apartats i recòndits. L'aïllament el donava el mateix edifici i les seues dependències estructurades especialment amb este fi. Durant els segles XI, xii i xiii va haver-hi molt poques cartoixes. En 1200 hi havia només 37, mentre Europa tenia centenars de monestirs benedictins i de canonges regulars.
En els segles xiv i xv arriben a ser 195; és el moment de màxima esplendor i el moment en què es transformen els edificis que passen de tindre una arquitectura funcional a ser centres de creació d'art.
És en estos segles quan els reis, la noblesa, els burgesos i els hòmens més poderosos es fixen en est orde de vida contemplativa i duríssima i decidixen assegurar-se que les seues valuoses oracions servisquen com a intermediàries per a la salvació de la seua ànima. A canvi d'estes oracions, es veuen en l'obligació de dotar als monestirs de grans obres d'art. No es concep en eixa època que els edificis on habiten gents tan santes siguen austers i pobres.
Alfons II el Cast d'Aragó afavorix la fundació de la cartoixa d'Escaladei l'any 1163, arribant a un total de 21 cartoixes a Espanya fins al segle xvii. Només quatre d'elles romanen ocupades per monjos cartoixans en els nostres dies. Estes són les cartoixes de Porta Coeli (València), Montalegre (Barcelona), Miraflores a Burgos i la gaditana cartoixa de Jerez.

#### Arquitectura d'una cartoixa
Es pot saber com estava estructurada arquitectònicament una cartoixa gràcies al complet pla de la cartoixa de Clermont dibuixat per Viollet-le-Duc, historiador i arquitecte francés del segle xix.
En este plànol es poden distingir dos àrees ben diferenciades: una de major extensió que comprén el verdader monestir, destinada a la vida comunitària, i una altra de servicis i comunicació amb l'exterior.

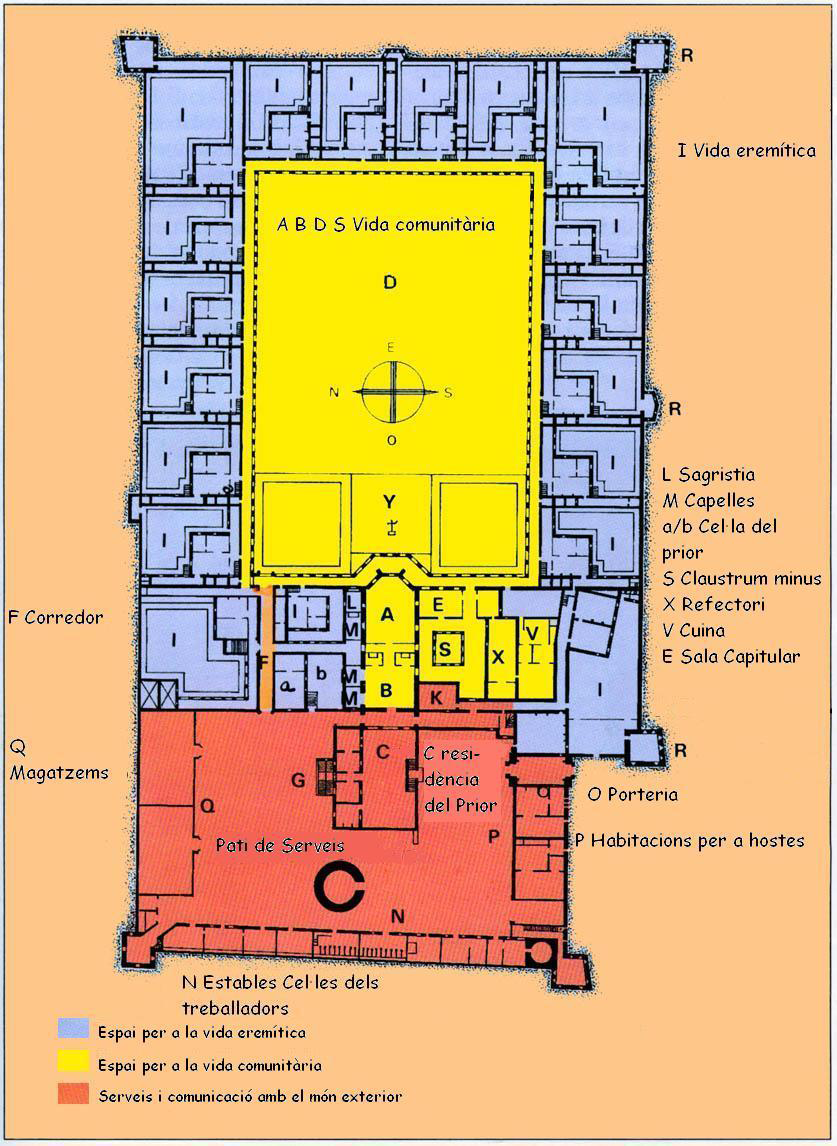
Plànol de la cartoixa de Clermont a França, segons Eugène Viollet-le-Duc

L'arquitectura cartoixana es basa sobretot en l'arquitectura benedictina, amb l'originalitat que la totalitat de les edificacions s'estructuren al voltant de tres patis o claustres.
La zona de servicis consta d'un gran pati on es distribuïxen les habitacions. Qualsevol persona no pertanyent a la comunitat té accés a esta zona, a la que entra per la porteria instal·lada en el costat sud. Junt amb ella estan les habitacions per a hostes. En el centre del pati es troba la residència del prior (no la cel·la) que al seu torn té un xicotet pati amb una font. En este espai el prior podia treballar i rebre visites. En el costat nord estan els magatzems o sitja per a guardar el gra i el fenc. A l'oest es troben les habitacions dels treballadors i les estances destinades a estables. En el costat est no hi ha dependències perquè és el mur que separa la zona de servicis amb la de la comunitat. En este mur es troben els vans d'accés al monestir pròpiament dit. Pel centre s'entra a l'església.
L'església està dividida en dos trams; el primer és el cor per als conversos (convers és el llec sense opció al sacerdoci) i donats (germans o novici), i el segon és el dels monjos o pares. A vegades existia un altre espai entre l'entrada i el cor de conversos, destinat als visitants i gent de l'exterior. Pegades a la nau nord de l'església estaven la sagristia i algunes capelles; junt amb el mur nord de les dites capelles pot veure's en el pla la cel·la del prior amb accés al seu petit hort. Junt amb el mur de la nau sud es veu un xicotet claustre anomenat claustrum minus que servia d'articulació per a les estances del refectori (o menjador), sala capitular i cuina. Estes dependències no tenien la importància dels monestirs d'altres ordes religiosos i s'usaven en comptades ocasions (excepte la cuina). En este mateix mur de l'església i confrontant amb la zona de servicis pot veure's una altra dependència a què s'entrava des de la dita zona o des del claustre: és una capella destinada als protectors de la cartoixa de Clermont, la família Pontgibaud.
Cap a l'esquerra, junt amb la cel·la del prior es troba un corredor que conduïx al gran pati o claustre major, d'una planta (altra originalitat de les cartoixes), distribuïdor de les cel·les dels monjos. Totes les cel·les tenien la mateixa grandària excepte les dels cantons de l'hort de les quals eren un poc més gran amb l'únic propòsit d'equilibrar l'arquitectura. Els cartoixans soterraven els seus monjos en este pati, en un recinte tancat, per a tindre sempre present la fugacitat de la vida i la imminent mort.
Els corredors del claustre són allargats, puix les cel·les són com ermites adossades en les quals cada monjo viu solitàriament. Cada cel·la es reconeix per una lletra que té en la seua porta. Totes tenen un torn per on reben els monjos els seus aliments. Cada cel·la té dos pisos, en el pis de davall es troba un xicotet jardí i una zona destinada a la neteja, llenyer i taller de fusteria. El pis de dalt està compost per una antesala i un cubiculum pròpiament dit que és on el monjo dorm, estudia, menja i resa.
Cada cel·la té una sèrie de llibres, mobles, articles de neteja, roba, etc. establerts per endavant per a evitar que el monjo isca d'ella excepte per als resos i menjars comunitaris de precepte.
- Cartoixa d'Escaladei
- Cartoixa de Valldemossa
- Retaule de la Cartoixa de Miraflores

Vegeu: Monestir de la Cartoixa, Cartoixa d'Escaladei, Cartoixa de Granada, Cartoixa de Jerez, Cartoixa de Miraflores, Cartoixa de Montalegre, Cartoixa de Porta Coeli, Santa María del Paular, Cartoixa de Valldemossa

### Els monestirs premonstratesos

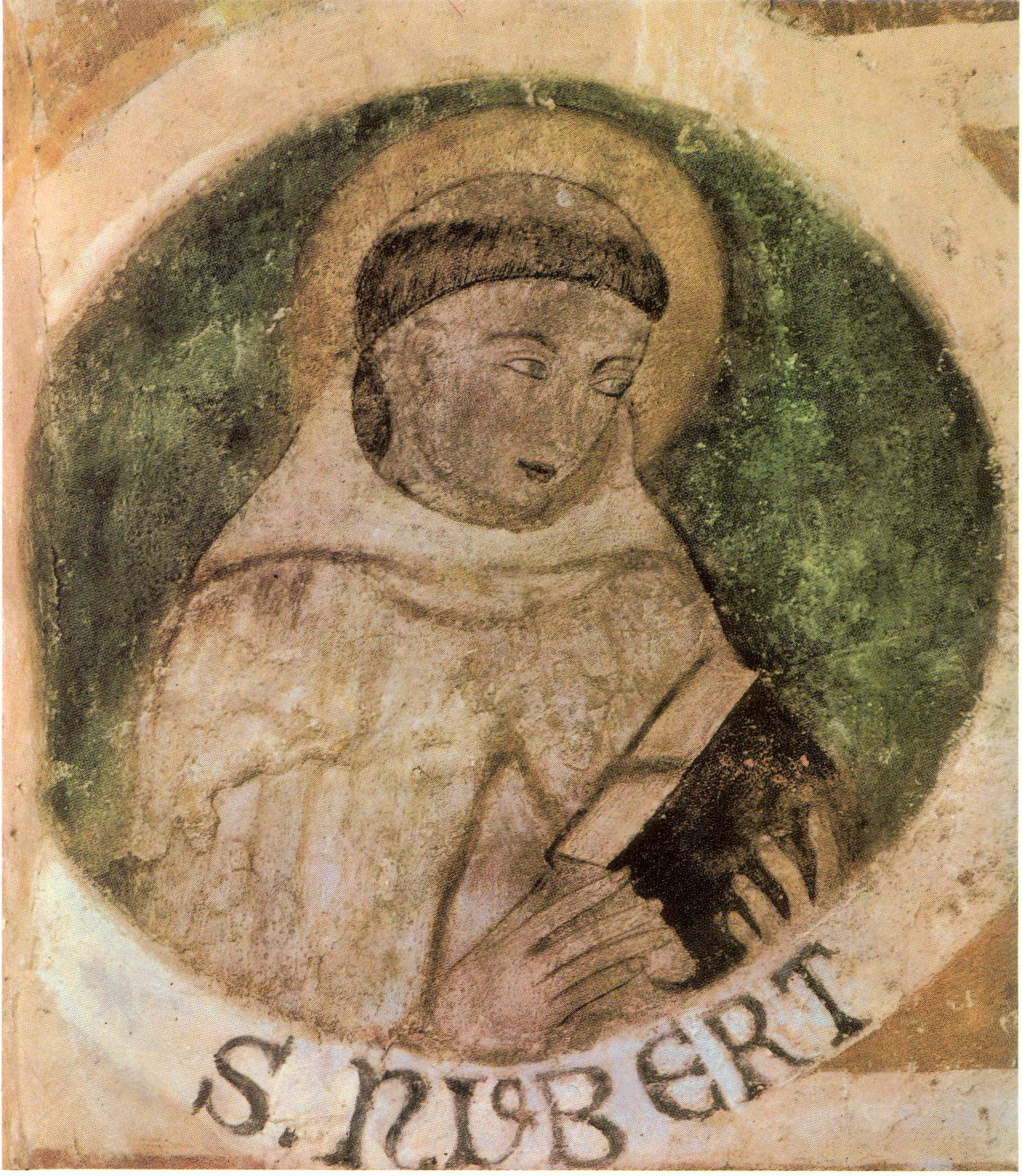
Fresc italià del representant a Norbert de Xanten

Norbert de Xanten era un aristòcrata nascut en Xanten cap a l'any 1080. Son pare, Heribert, Comte de Gennep, estava relacionat amb la casa imperial alemanya.
Després d'un greu accident a cavall, la seua fe es va aprofundir i va renunciar al seu lloc en la cort. Va tornar a Xanten, on va portar una vida de penitència sota la direcció de Conó, Abat de Siegburg.
En 1115, Norbert va fundar l'Abadia de Fürstenberg i poc després va ser ordenat sacerdot. En el Concili de Reims, a l'octubre de 1119, el papa Calixt II li va demanar que fundara un orde religiós en la diòcesi de Laon. En 1120, Norbert va triar la vall de Prémontré (Praemonstratum en llatí) per a fundar la primera abadia. Segons la tradició Norbert havia tingut una visió que li indicava el lloc on havia de fer la fundació, de
 hi ha derivat el nom (com estava demostrat). L'any següent, la comunitat arribava als 40 membres.
L'any 1125 el papa Honori II va aprovar la constitució de l'Orde, basada en la regla de Sant Agustí d'Hipona a la manera dels órdens de canonges regulars en el seu vessant ascètic i més severa coneguda com a Ordo novus o Ordo monasterii, el Ordo primus era molt menys rigorista.

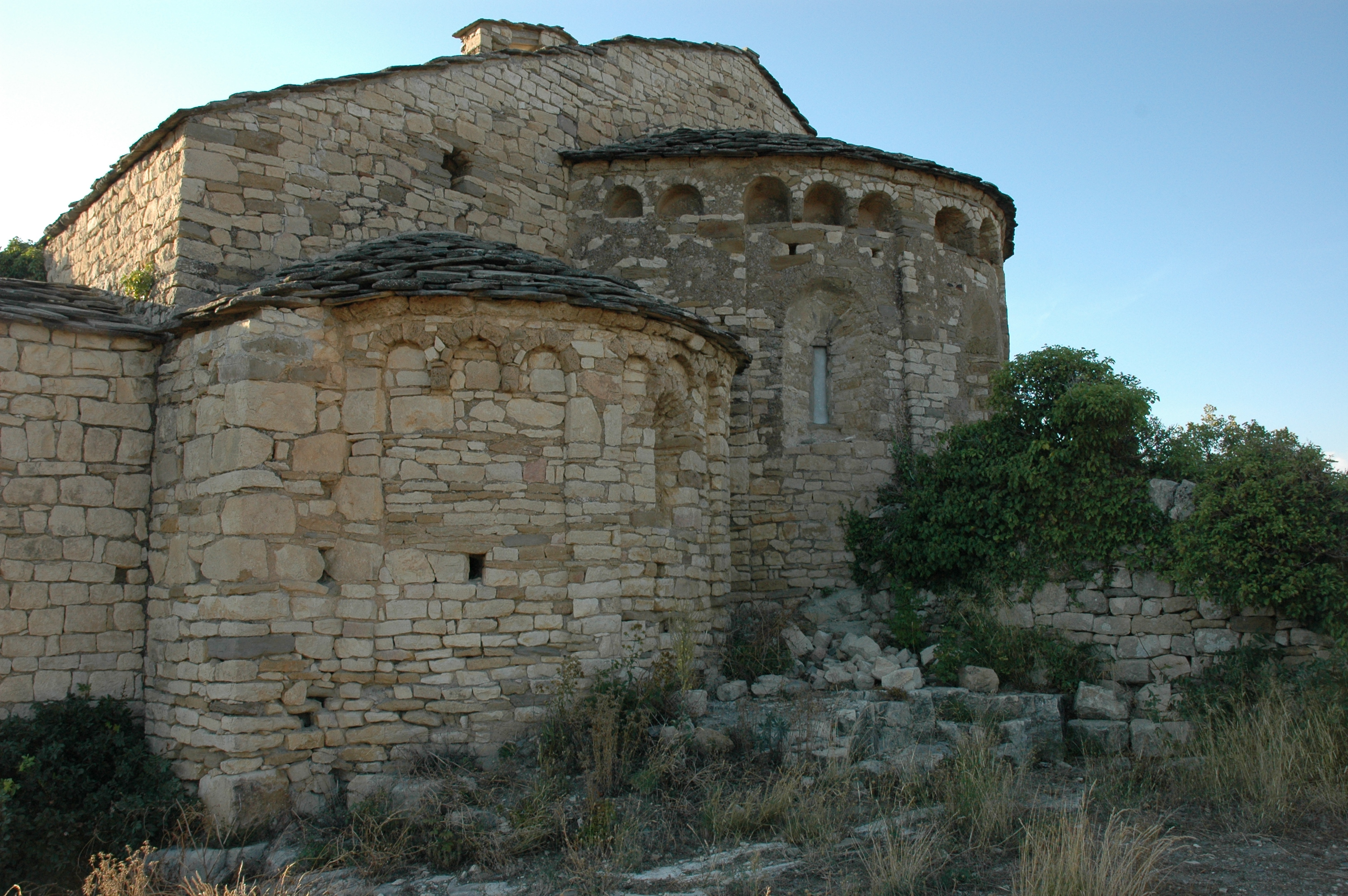
Absis de Santa Maria de Mur, monestir de canonges regulars

Amb el pas del temps la vida en comunitat es va anar decantant cap a la predicació i l'administració dels sagraments i les abadies pràcticament varen passar a convertir-se en centres parroquials, d'ací que molts monestirs hui en dia han passat a convertir-se en catedrals.
Els seus monestirs estan a mitjan camí entre el monestir i el convent, busquen l'aïllament i al mateix temps la comunicació amb la societat sense arribar a l'extrem dels ordes mendicants.
A la mort de Norbet, Huc de Fosses organitza pràcticament l'orde, dividint-la en regions cada una anomenada Circaria controlades per un circator o visitador (Quae circa sunt). La Circaria de Gascunya comprén Gascunya al sud de França, Aragó, Navarra, Catalunya i les Illes Balears, mentre que Castella i Lleó pertanyien a la Circaria Hispànica. La Congregació Premonstratesa Hispànica, es va separar de la resta de l'orde el 1573, desapareixent l'any 1835.
Arquitectònicament l'aparició de l'orde no va suposar novetats arquitectòniques excepte l'aparició de la capella de l'Abat. Les dependències de la comunitat s'organitzen al voltant del claustre.
Les esglésies són de tres naus fins al refectori, i la planta alta de la sagristia i la sala capitular era el dormitori comú dels monjos. Els monestirs més complexos eren les abadies dobles per a canonges i canongesses, que a més com era costum tenien una zona de llecs o conversos amb el seu refectori i dormitori propi.

### Monestir d'órdens mendicants[10]
L'any 1205, Francesc d'Assís inicia, junt amb un petit grup de seguidors, un nou gènere de vida cristiana per a difondre les ensenyances de Crist. En 1207, Domènec de Guzman va decidir també dedicar sa vida a la predicació i la pobrea. Ambdós grups tenien en comú la predicació en l'àmbit urbà, el contacte amb les gents, l'ensenyança de la pobrea i la concepció d'establir els monestir en les viles o ciutats, edificis que devien en principi ser austers i servir únicament com a refugi i habitatge dels monjos.

#### Arquitectura

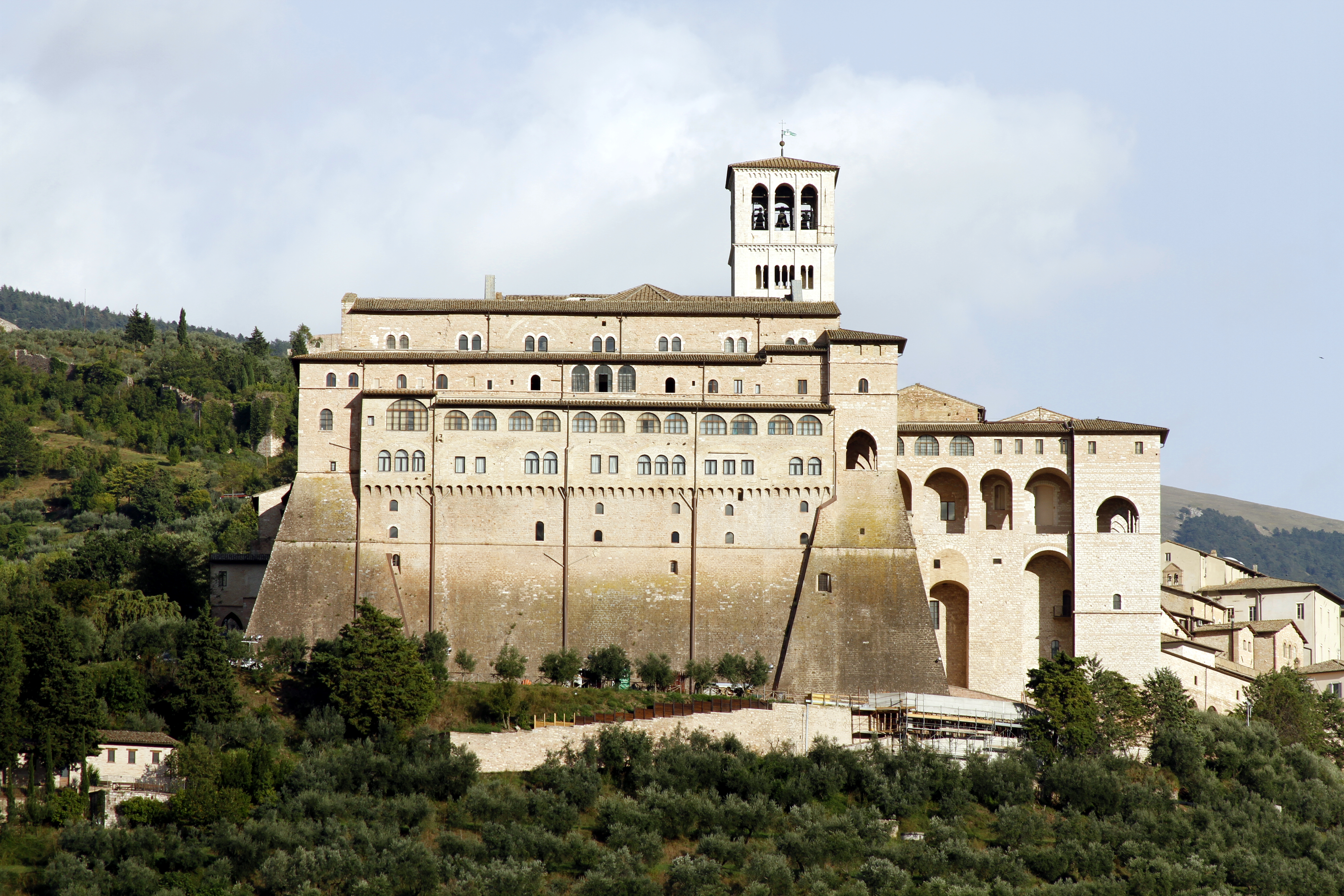
Basílica de Sant Francesc d'Assís. Segons la tradició, va ser el mateix Francesc qui va indicar el lloc en el qual volia ser soterrat. Es tracta del tossal inferior de la ciutat on, habitualment, eren soterrats els "sense llei" i els condemnats per la justícia, potser raó per la qual era anomenada Collis inferni. Més endavant, el papa Gregori IX va anomenar esta zona Tossal del Paradís (Collis paradisi). Este lloc, situat junt amb la ciutat i a un bosc en la seua cara nord, i des d'on s'albira tota la vall d'Espoleto, era ideal per a la vida dels frares.
En l'època de la construcció, la fama del sant era ja universal. Per a completar la basílica varen arribar ofertes de gran part del món. Tot el complex arquitectònic va ser completat en poc més d'un segle, per a la qual cosa es va cridar mestres arquitectes, artesans i pintors d'entre els més grans d'aquells anys.

En origen els monestirs d'estes ordes varen ser edificis humils, fins i tot l'església. Esta es cobria amb sostrada de fusta; la seua planta era senzilla, d'una nau i un absis poligonal. Amb el temps les sostrades de fusta varen anar substituint-se per voltes bellament decorades i en alguns temples es va afegir un creuer en què s'obrien més absis.
La característica principal de l'església era el fet d'estar oberta a tot el món, fos religiós o laic. Els monjos mendicants es reservaven per als seus resos un xicotet espai o cor darrere de l'altar major. Les ordenances deien que s'havia d'evitar tota ornamentació tant en escultura com en pintura i vitralls. Passats els anys varen deixar de respectar-se estes normes rígides i les esglésies varen anar adquirint riques decoracions. Un bon exemple d'açò és l'església franciscana de la Santa Croce a Florència les vidrieres i murals del qual estan lluny de l'austeritat desitjada. Un altre exemple de transformació és l'església dels Jacobins de Tolosa de Llenguadoc, dels monjos dominics, ampliada i patrocinada per bisbes i cardenals que varen aconseguir un luxe apartat dels principis rigoristes dels mendicants predicadors.
Els claustres d'estes esglésies també es varen acomodar a la seua activitat missionera amb els laics. Els espais de la sala capitular, refectori i dormitori s'ubiquen indistintament en qualsevol part del pati, segons les necessitats. La sala capitular i el refectori són llocs públics on els laics poden entrar en certes ocasions en què ho necessiten. Quan passat el temps, les famílies poderoses varen influir sobre estos monestirs, varen utilitzar les dites sales per a rebre la seua pròpia sepultura i a vegades els refectoris (menjadors) són cedits per a grans banquets de l'aristocràcia urbana. Els monjos tenien el seu recer en les seues cel·les particulars, lloc on dormen i treballen.

### Monestirs femenins
Els monestirs femenins de monges franciscanes (clarisses) són de clausura i només compartixen amb el món exterior l'església, moltes vegades dividida per una reixa que protegix la part privada o cor. Per a esta forma de vida era més oportú l'esquema dels antics monestirs benedictins. Un bon exemple d'este tipus de cenobi és el de Santa Maria de Pedralbes a Barcelona la fundació del qual data de 1326.

## Monestirs ortodoxos

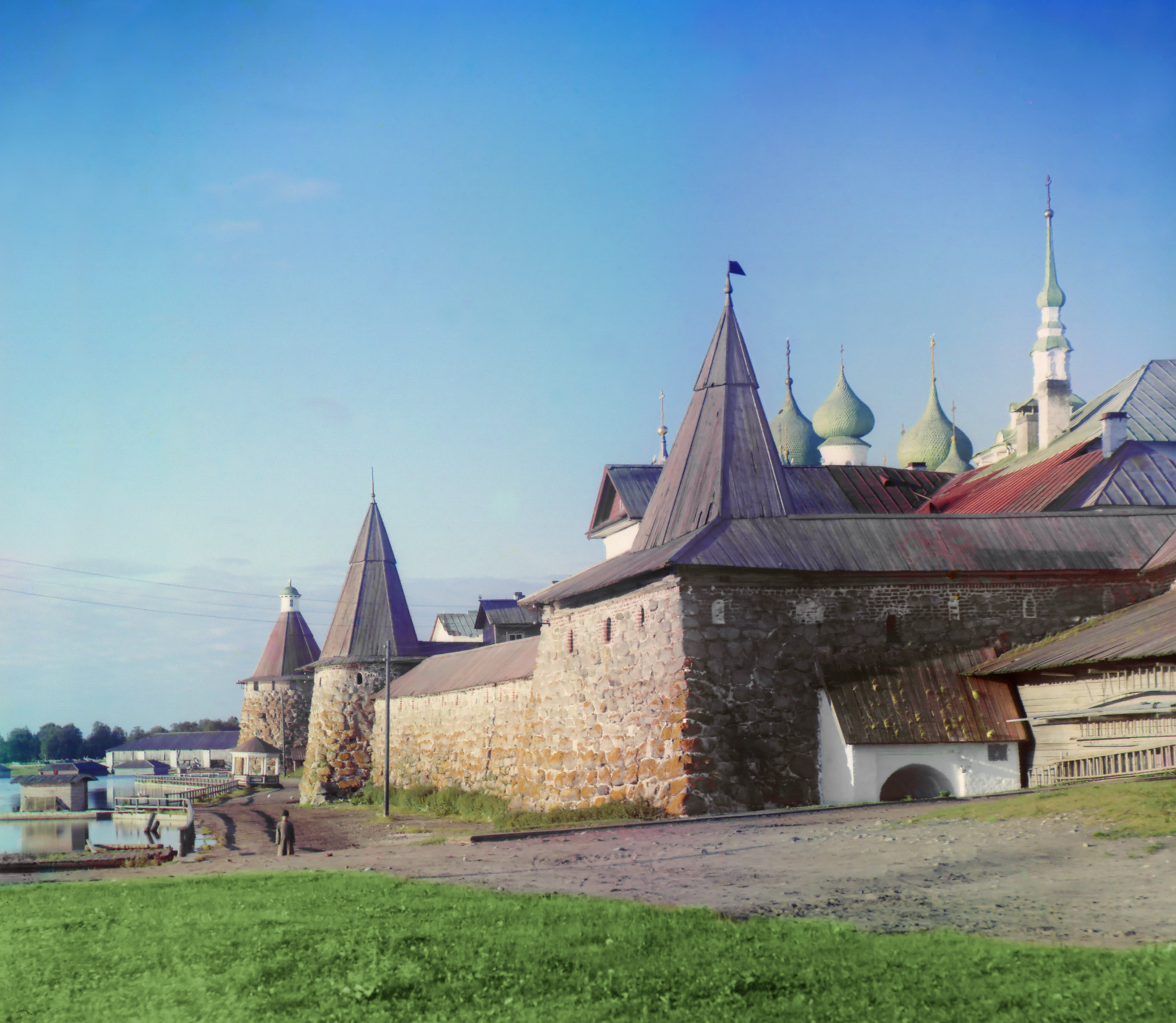
Monestir de Solovetskii

Els pares basilians, també coneguts com la Congregació de Sant Basili, són una orde internacional de sacerdots i estudiants catòlics que aspiren al sacerdoci. Sant Basili és el nom que en la tradició grega porta Pare Noel. És ell qui es creu que visita els xiquets el primer de gener (quan té Basili la seua festivitat). Es correspon amb Sant Nicolau que apareix el dia de Nadal, o amb els Reis Mags d'Orient, que arriben el 6 de gener. Cal buscar l'origen d'estos monestirs en les primeres comunitats d'Egipte, a partir dels seguidors de Sant Antoni Abat que es va retirar al desert l'any 270 per a viure com a eremita. La seua vida i el seu exemple varen atraure multitud de nous eremites disposats a seguir-lo. Sant Pacomi, ja en el segle IV va organitzar estos monjos solitaris formant diverses comunitats d'uns 40 individus i posant al front de cada habitatge com a director el monjo de més edat. Va redactar una regla que la llegenda deia que li havia estat dictada per un àngel. Este tipus de cenobi o monestir es va difondre ràpidament per Àsia Menor, Palestina, Síria, Grècia i Mesopotàmia.
A Capadòcia (Àsia Menor, actual Turquia), Sant Basili el Gran (330-379) va ser el pioner del monacat. Després de la seua visita als famosos eremites d'Egipte va decidir adoptar ell mateix este tipus de vida i es va retirar a Neocesarea en la regió del Ponto on va escriure la seua regla de vida monàstica. Va fundar després diversos monestirs que varen seguir la dita regla, els monjos de la qual varen ser anomenats monjos basilians. La regla de Sant Basili és seguida encara per alguns monjos catòlics romans i per altres ortodoxos.
En un moment determinat de la història de l'Imperi Romà, el monacat oriental va traslladar el seu eix al Mont Atos (Όρος Άθως) a Grècia i a Constantinoble a Àsia Menor, des d'on es varen difondre els monestirs per terres de Rússia fins a arribar a la vora del Pacífic.

## Els monestirs de l'Església Ortodoxa de l'Est
En l'Església Ortodoxa de l'Est, els monjos i les monges seguixen una disciplina ascètica semblant. A diferència dels catòlics romans, només hi ha una forma de monacat entre els ortodoxos. Els monjos, hòmens o dones, viuen apartats del món, a fi d'orar pel món. No van a hospitals o orfenats, no ensenyen o cuiden malalts, d'ells s'espera que resen per la seua salvació i la de la resta dels mortals. Els monestirs poden ser molt grans o molt xicotets. Alguns monestirs poden tindre milers de monjos i s'anomenen Lavras. Els xicotets monestirs són sovint anomenats Sketes, i generalment només tenen un ancià i 2 o 3 deixebles. Hi ha nivells més alts de pràctica ascètica, però estos monjos no viuen en monestirs, són monjos solitaris, ermitans.
Un dels grans centres de la vida monàstica ortodoxa és la Muntanya Sagrada (també anomenada Mont Atos), a Grècia, es tracta d'una península autònoma d'aproximadament 32 km. de llarg i 8 km. d'ample (semblant al Vaticà quant a situació política), administrat pels caps dels 20 grans monestirs, i esguitat de centenars de xicotets monestirs, sketes. Inclús en l'actualitat està habitat per desenes de milers de monjos (només hòmens) i només poden ser visitats per hòmens, amb un visat atorgat pel govern grec i el govern de la Muntanya Santa.

### Monestirs romans d'Orient

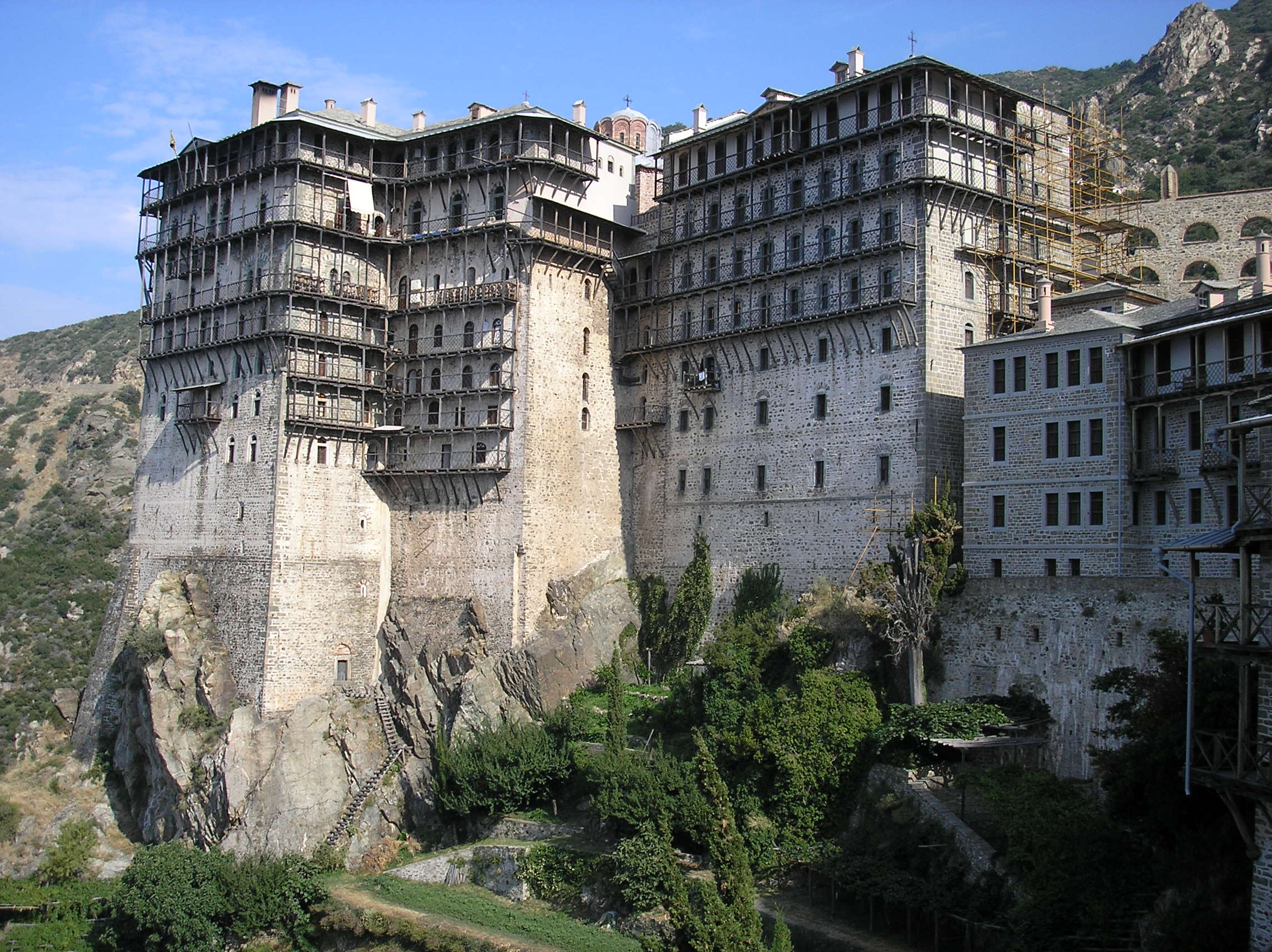
Monestir de Simonopetra (Μονή Σίμωνος Πέτρας) a Grècia

L'estructura arquitectònica d'un monestir romà d'Orient és totalment diferent de l'occidental. Moltes de les seues formes arrepleguen la influència de la vella arquitectura domèstica romana, el mateix que va ocórrer amb els palaus imperials.
Generalment s'ubicava el monestir en un mig retirat però si açò no era possible s'aconseguia l'aïllament construint uns grans murs. Dins d'estos murs es trobava un gran pati, al mig del qual s'alçava l'edifici de l'església. La característica més sobreïxent en comparació amb el monestir occidental és l'absència de claustre.
L'entrada al monestir es feia a través d'un portal cobert on hi havia uns bancs que podien ocupar els captaires visitants a l'espera d'una almoina. Al llarg dels grans murs s'articulaven les distintes dependències. El refectori solia ser una gran nau ben decorada. A vegades tenia una taula allargada en el centre de l'estança i en altres models les taules eren semicirculars i estaven encaixades en uns nínxols rectangulars, o bé es tractava de cubiculums semicirculars disposats en els murs laterals.
Les cel·les dels monjos podien estar en un sol pis o en diversos i solien tindre un corredor extern. Eren estances rectangulars a què s'accedia des del pati central. Des d'elles, el monjo veia a totes hores l'edifici de l'església amb la seua ornamentació escultòrica i pictòrica plena de simbologia religiosa.
Altres dependències (sempre al llarg del mur) estaven destinades a magatzem o sitja, a estable i a tallers. Hi havia a més altres espais més xicotets per a hostal, banys i infermeria.

### Monestirs búlgars

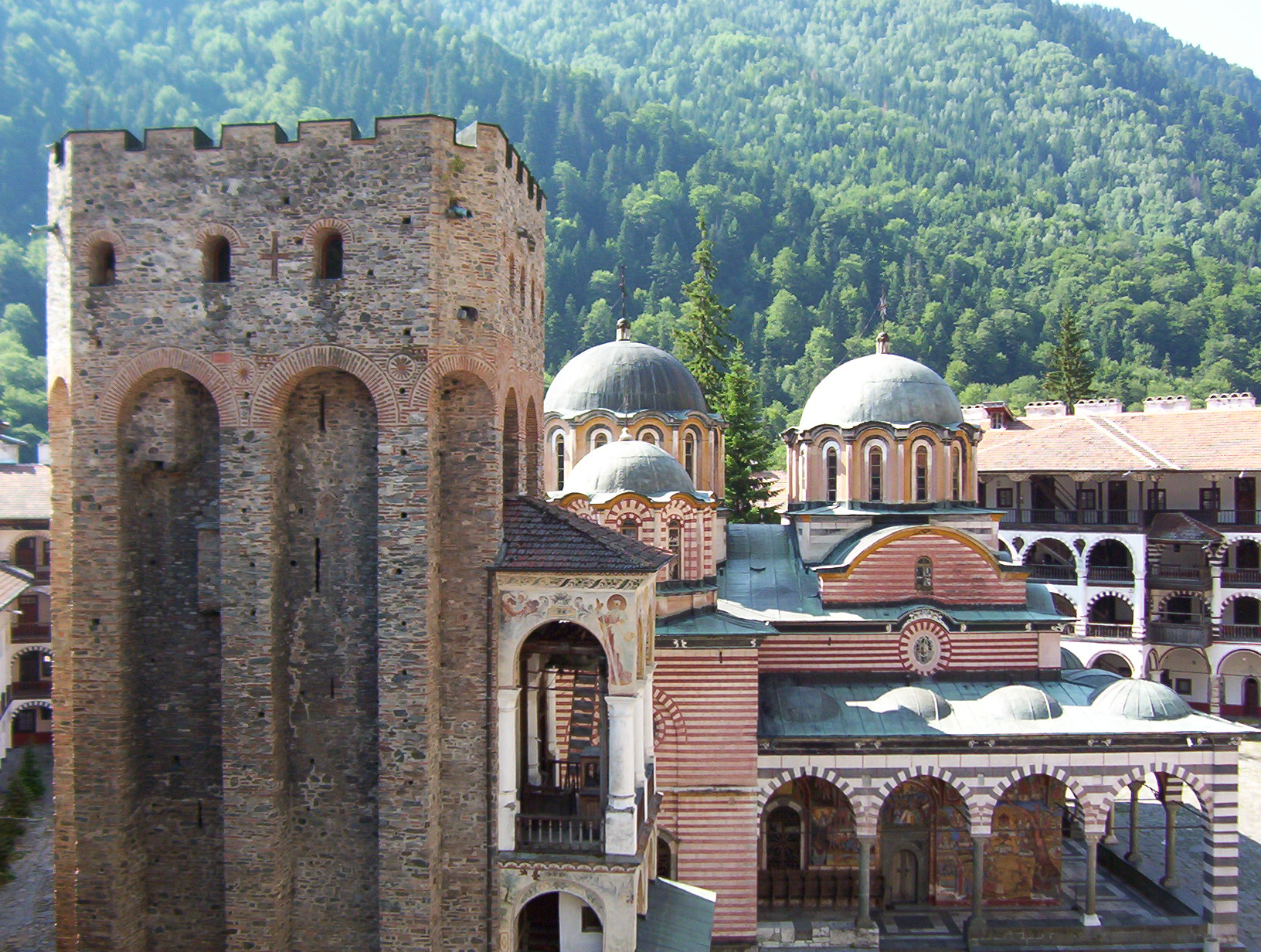
El Monestir de Rila (en búlgar: Рилски Манастир, Rilski Manastir) va ser fundat en el per Sant Joan de Rila (cortesà búlgar conegut com a Iván Rilski), un ermità, canonitzat per l'Església Ortodoxa. El monestir està situat en les Muntanyes Rila, en la part occidental de Bulgària, a més o menys 120 quilòmetres de la capital, Sofia. Es troba en un lloc espectacular en la profunda vall del riu Rilski

Els monestirs búlgars varen ser especialment reconeguts en l'ortodòxia cristiana, sobretot els de l'època romana d'Orient. En les planes de Valàquia (al nord del Danubi i sud de les muntanyes Carpats i en les muntanyes de Moldàvia (a l'est d'Europa) es va estendre profusament el cristianisme ortodox, però fins ben entrat el segle xiv estes gents no es varen organitzar com església. Els monjos del mont Atos havien difós el misticisme i l'oració per estes terres i havien fundat una sèrie de monestirs.
Un dels més famosos és el de Monestir de Rila que manté la distribució característica del monestir romà d'Orient, sense claustre, amb el gran pati i l'església en el seu centre. Va ser fundat per Sant Joan de Rila, que es va retirar com ermità a les muntanyes de la serralada de Rila. La fundació va tindre lloc al final de sa vida, quan s'havien congregat al seu voltant tants ermitans que no va tindre més remei que organitzar-los i albergar-los. Este monestir va ser l'origen perquè s'alçaren en terres búlgares molts altres, sempre dins de les normes de la religió ortodoxa. Estos cenobis varen ser protagonistes en el moviment sorgit en el segle xvi conegut com a hesicasme (tranquil·litat i pau d'esperit).
Quan els turcs varen arribar al poder amb Murat II (segle xv) i els següents regnats, els monjos d'estos monestirs varen saber conservar i mantindre l'orgull nacional i la literatura búlgara com a herència per a futures generacions.
En el segle xx ja no es tenia memòria de tot açò i els cenobis varen ser considerats com a llocs de folklore. Un exemple d'açò és el monestir de Bachkovo que es manté en peu i ben cuidat amb mires al turisme.

## Monestirs de les antigues esglésies ortodoxes orientals

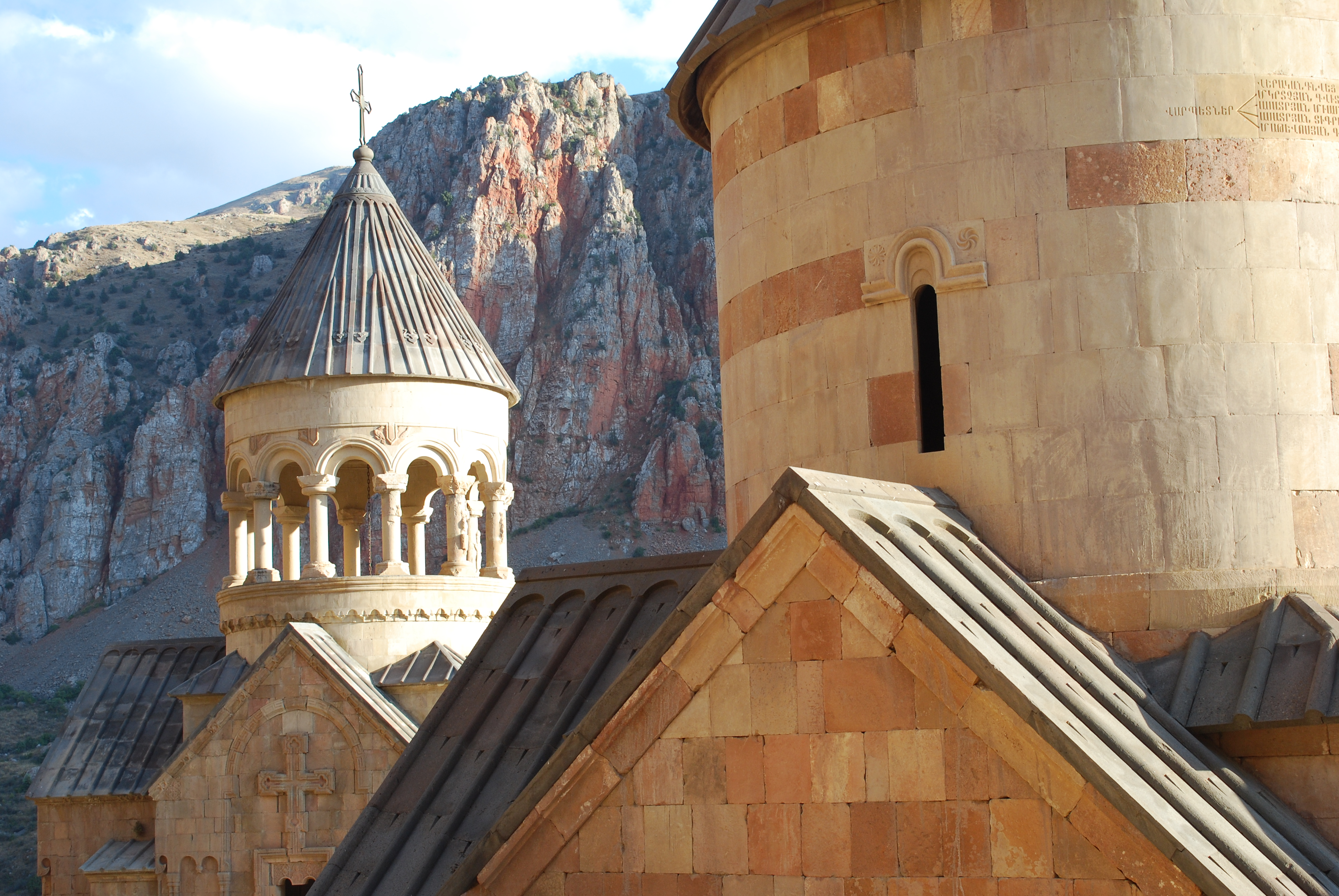
Monestir de Noravank, en armeni Նորավանք, Monestir Nou. Església de S. Astvatsatsin, Mare de Déu. Armènia

El monestir de Sant Antoni (Deir Mar Antonios) és un monestir ortodox copte situat en un oasi ocult en les profunditats de les muntanyes de la Mar Roja. S'ubica a 155 quilòmetres al sud-est del Caire. És el monestir cristià habitat més antic del món i es troba sota el patrocini del Patriarca de l'Església Ortodoxa Copta, el Papa Shenouda III.
El monestir de Sant Antoni va ser construït vora l'any 356 en el lloc de la sepultura de Sant Antoni. Poc se sap sobre el monestir en els seus principis. Durant els segles vi i VI, molts monjos dels monestirs de Scetes varen anar al monestir de Sant Antoni, a fi d'escapar dels freqüents atacs dels beduïns i berbers. El monestir va ser saquejat diverses vegades pels beduïns, i en part va ser destruït en el segle xi. El monestir va florir entre els segles XII al xv, però va ser saquejat de nou en 1454 pels beduïns. En resposta a estos atacs, es va alçar una fortalea al voltant del monestir per a la seua protecció.

## Arquitectura dels monestirs cristians
La construcció d'un monestir es compon de diverses parts i estances que seguixen normalment un mateix esquema amb algunes variants. L'estructura arquitectònica ha de donar com a resultat l'autonomia de la comunitat, un poc paregut a una xicoteta ciutat on el monjo trobe tot el que és necessari per a la seua existència.

### Components arquitectònics

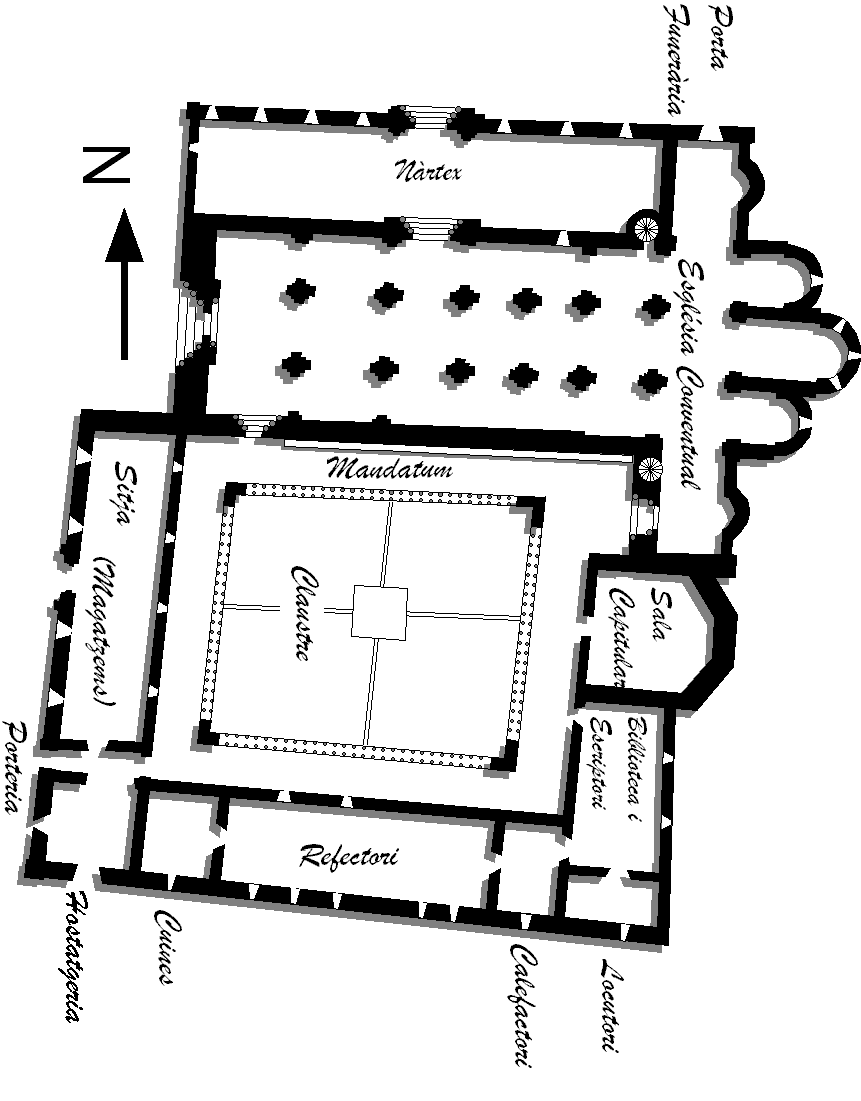

L'església, lloc d'oració, és l'edifici principal. Entorn d'ella s'anaven alçant les dependències necessàries. L'església es començava a construir per l'absis i tenia fàcil comunicació amb les cel·les dels monjos a través del claustre.
El claustre era potser el segon element en importància. Estava construït generalment junt amb la nau sud de l'església, encara que hi ha prou models que el presenten junt amb la nau nord. L'església tenia una porta d'accés al claustre. En est espai estaven distribuïdes les estances de major ús per a la vida dels monjos.
El claustre és de planta quadrada i cadascun dels quatre costats rep el nom de galeria o corredor. En el centre sol haver-hi un pou i en l'espai restant, un xicotet jardí amb quatre camins. Cada galeria o corredor cobert està limitat per arcades. En la galeria est es troba quasi sempre una xicoteta estança que servia com a estudi o biblioteca, independentment de la gran biblioteca que tenien alguns monestirs importants. A continuació es trobava la sala capitular, peça que es considerava de gran importància i que generalment es construïa amb rica ornamentació arquitectònica. Era el lloc de reunió de la comunitat, on es llegien els capítols de la regla de l'orde i on l'abat organitzava les distintes faenes a seguir pels monjos. En esta sala era on s'exposaven possibles faltes d'algun d'ells perquè el superior li reprenguera. Es deia «cridar a capítol».
A la galeria sud solia estar el calefactori, lloc caldejat on podien anar els monjos de tant en tant per a descansar i entrar en calor. Al seu costat, el refectori, que era el menjador, i confrontant amb ell, la cuina. La galeria oest se solia anomenar de llecs o de conversos i tenia el carreró també de llecs i la sitja amb el celler. Les cel·les dels monjos o el gran dormitori comú (depén de l'època i de les distintes ordes) estaven en el pis superior.
A esta estructura fonamental s'afegia la part de l'hort, la infermeria, el locutori i a vegades, estables, trulls, molins, tallers, etc. I el cementeri es trobava sempre en el terreny monacal.

## Altres monestirs

### Monestirs hinduistes
Els hindús que decidixen abandonar la vida familiar i dedicar-se a l'oració se'ls denomina sanyassins. A diferència dels monjos del món occidental, les vides del qual són regulades per les regles d'un monestir o abadia, el «sannyāsin» és un solitari i un pelegrí («parivrājaka»). Els monestirs hindús («matha») mai tenen un nombre gran de monjos que visquen davall el seu sostre. Els monestirs existixen principalment per a propòsits educatius i s'han tornat centres de pelegrinatge per a la població laica. Visten túniques color safrà i són ajudats pel comú de les gents, que els consideren hòmens savis. En els monestirs hindús, els monjos viuen en construccions d'habitacions senzilles i amb grans salons per a la meditació. L'equivalent al monestir cristià s'anomena asram o («matha») mai tenen un nombre gran de monjos que visquen davall el seu sostre. Els monestirs existixen principalment per a propòsits educatius i s'han tornat centres de pelegrinatge per a la població laica.encara que les seues construccions i forma de vida diferix en alguns punts.

### Monestirs budistes

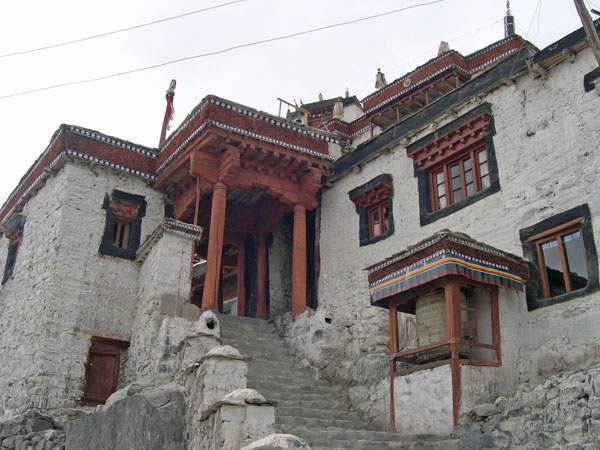
Gompa de Diskit. Índia

En el moment en què apareixen els primers cenobis cristians en el segle IV dC, els monestirs budistes ja comptaven amb una existència de set-cents o més anys, i s'havien estés profundament per l'Imperi Persa. Robert Thurman diu "És prou probable que (el monacat budista) influïra a l'Àsia occidental, el nord d'Àfrica, i Europa influint en el maniqueisme i en el cristianisme arameu i egipci".
Els monestirs budistes («viharas») són semblants als hindús. Antigament els monjos budistes només passaven en ells els tres mesos de pluges. En ambdós casos els monjos poden abandonar el monestir i portar una vida familiar. Els monestirs varen sorgir en algun moment vora el segle IV abans de Crist, de la pràctica del vassa, el retir realitzat per monjos i monges budistes del sud d'Àsia durant la temporada de pluges. A fi d'evitar que els monjos errants molestaren el creixement de les noves plantes o foren abandonats a mercé de les inclemències del temps, varen rebre instruccions de romandre en un lloc fix per un període de tres mesos aproximadament normalment a partir de mitjan juliol. Fora del període de la «vassa», tant els monjos com les monges viuen una existència migratòria, vagant de poble en poble pidolant la seua alimentació. Estos retirs fixos es realitzen en parcs i pavellons donats a la «sangha» (comunitat) per adinerats. Amb el pas dels anys, el costum de romandre en convivència comuna durant el retir vassa ha evolucionat fins a convertir-se en un estil de vida més cenobític, en el qual sempre hi ha monjos i monges residint al llarg de tot l'any en els monestirs.
A l'Índia, els monestirs budistes s'han convertit gradualment en centres d'ensenyança on els principis filosòfics són desenrotllats i debatuts, en l'actualitat esta tradició és preservada per les universitats monàstiques budistes de «Vajrayana», així com per les escoles religioses i les universitats fundades per órdens religiosos budistes en tot el món. En els temps moderns, viure una vida en l'establiment d'un monestir ha esdevingut l'estil de vida més comuna de monjos i monges budistes en tot el món.

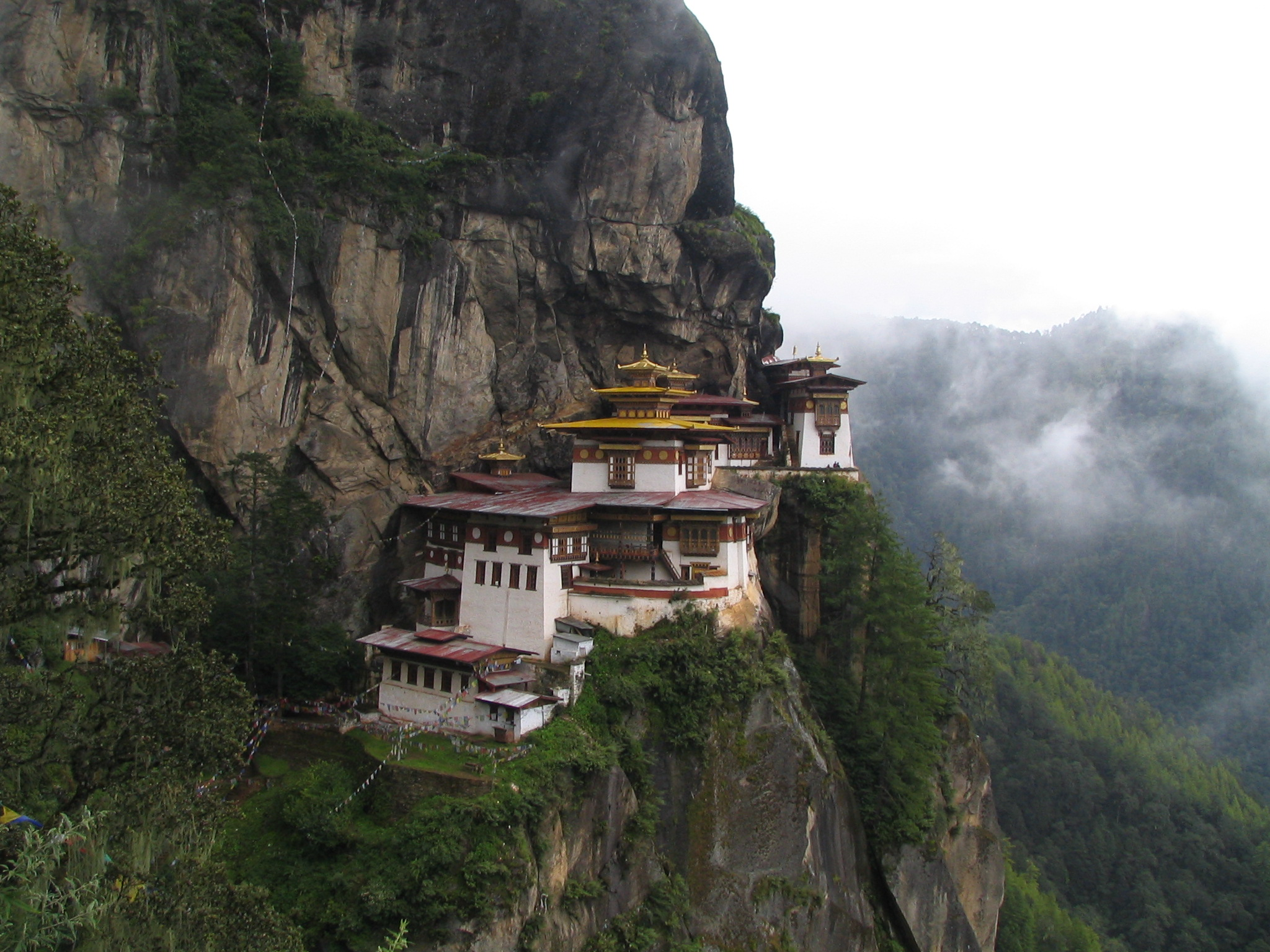
Monestir de Taktshang

Si bé en un primer moment tots els principis fonamentals dels monestirs eren comuns per a tota la «sangha», en els últims anys estes tradicions varen divergir en una sèrie de països. A pesar de les prohibicions de la Vinaya sobre la possessió de riquesa, molts monestirs es varen convertir en grans propietaris de terres, igual que els monestirs medievals a l'Europa cristiana. A la Xina, les famílies llauradores treballaven les terres de propietat monàstica a canvi de pagar una part de la seua collita anual als monjos residents en el monestir, com si es tractara d'un propietari feudal. A Sri Lanka i el Tibet, la propietat d'un monestir sovint requeia en un sol monjo, que sovint mantenia la propietat dins de la família passant-lo a un nebot ordenat monjo. Al Japó, on les autoritats civils requerien als monjos budistes que es casaren per a poder ser el superior d'un temple o monestir, a vegades, va esdevenir un llinatge hereditari, que va passar de pares a fills durant moltes generacions.
Els «monestirs dels boscos», que es troben amb major freqüència en la «tradició Theravada» del sud-est d'Àsia i Sri Lanka, estan dedicats principalment a l'estudi de la meditació budista, en comptes de per a l'ensenyança o per a funcions cerimonials. Sovint funcionen com els monestirs cristians primitius, amb grups petits de monjos que viuen essencialment com ermitans o uns pocs reunits entorn d'un mestre ancià. Si bé l'estil de vida errant practicat per Buda i els seus deixebles continua sent el model ideal per als monjos de la tradició forestal a Tailàndia i en altres llocs, a causa de fenòmens externs com la desforestació d'àrees silvestres, la falta d'accés als seguidors laics, la fauna perillosa, i els conflictes fronterers, més i més monjos viuen en monestirs, en comptes de dur una vida errant.
Els monestirs budistes tibetans són a vegades coneguts com a «lamaseries» i els monjos són coneguts a vegades (erròniament) com a lames.

### Monestirs taoistes
A la Xina hi ha alguns monestirs famosos, com el Monestir Shaolin, on els monjos eren molt honorables, espirituals i valents, però eren guerrers, encara que les seves arts guerreres tinguin origen en les filosofies pacifistes del budisme i el taoisme. El primer monestir Shaolin va ser construït durant la dinastia Wei occidentals (386 - 534), pels volts de l'any 495, en la província de Henan (Xina).